# バージニア州

バージニア州
Commonwealth of Virginia

州の愛称: 古き領地
Old Dominion州のモットー: 専制者は常にこのように
ラテン語: Sic Semper Tyrannis

バージニア州（バージニアしゅう、英: Commonwealth of Virginia、略号: VA, Va.）は、アメリカ合衆国東部、大西洋岸の南部に位置する州（コモンウェルス）。2020年国勢調査による人口は8,631,393人だった。アメリカ合衆国50州の中で陸地面積では第35位、人口では第12位である。ヴァージニア州とも表記される。
イギリスと独立戦争をした13州のうちの一つである。南北戦争では南部連合側に属し、激戦地となった。
州都はリッチモンド市、人口最大都市はバージニアビーチ市である。
| 家庭で話される言語（バージニア州） 2010 | 家庭で話される言語（バージニア州） 2010 | 家庭で話される言語（バージニア州） 2010 | 家庭で話される言語（バージニア州） 2010 | 家庭で話される言語（バージニア州） 2010 |
| --------------------------------------- | --------------------------------------- | --------------------------------------- | --------------------------------------- | --------------------------------------- |
|                                         |                                         |                                         |                                         |                                         |
| 英語                                    | 英語                                    |                                         | 85.87%                                  | 85.87%                                  |
| スペイン語                              | スペイン語                              |                                         | 6.41%                                   | 6.41%                                   |

| 人種構成（バージニア州） 2010 | 人種構成（バージニア州） 2010 | 人種構成（バージニア州） 2010 | 人種構成（バージニア州） 2010 | 人種構成（バージニア州） 2010 |
| ----------------------------- | ----------------------------- | ----------------------------- | ----------------------------- | ----------------------------- |
|                               |                               |                               |                               |                               |
| 白人                          | 白人                          |                               | 64.8%                         | 64.8%                         |
| 黒人                          | 黒人                          |                               | 19.4%                         | 19.4%                         |
| ヒスパニック                  | ヒスパニック                  |                               | 7.9%                          | 7.9%                          |
| アジア系                      | アジア系                      |                               | 5.5%                          | 5.5%                          |
| インディアン                  | インディアン                  |                               | 0.4%                          | 0.4%                          |
| 混血                          | 混血                          |                               | 2.9%                          | 2.9%                          |

## 歴史

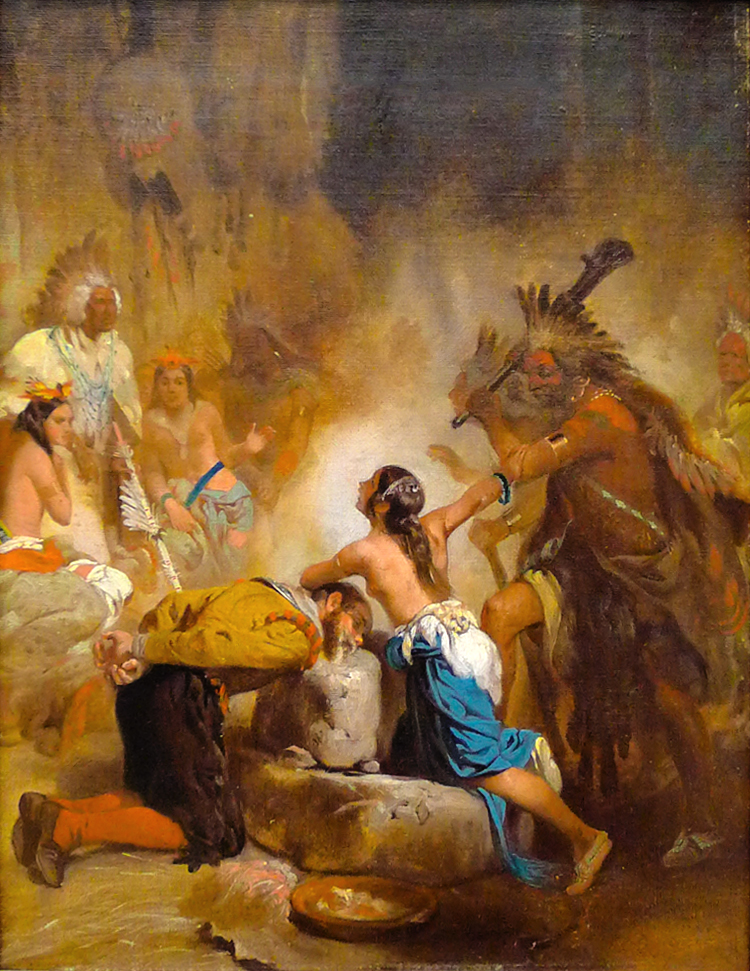
ポカホンタス、バージニア初期家系の多くで先祖とされるインディアンの女性、後生には様々に脚色されて語り継がれた

ジェームズタウン2007年は、ジェームズタウン植民地設立、すなわちバージニアの始まりから400周年を祝った催しだった。この行事では、バージニアの歴史を形作る際に少なからぬ役割を果たしたインディアン、ヨーロッパ人、アフリカ人の貢献に焦点を当てた。これらの人々を巻き込む戦争も常に重要だった。フレンチ・インディアン戦争、アメリカ独立戦争、南北戦争から冷戦、テロとの戦いまで、バージニアが舞台になってきた 。歴史上の人物、例えばポカホンタスとジョン・スミス、ジョージ・ワシントンの子供時代などの話や、南北戦争前の奴隷社会におけるプランテーション特権階級を取り巻く話も州の歴史に神話を作り、州のイデオロギーに理論的解釈を与えている。

### 植民地時代
バージニアとなった地域に最初の人類が到着したのは、12,000年以上前と推計されている。5,000年前までに長期的な集落が現れ、西暦900年には農耕が始まっていた。1500年までに、アルゴンキン語族が海岸地域にウェロウォコモコのような町を設立し、「ツェナコマカ」と呼んでいた。他にも西部にはスー語族の人々、北部と南部にはノットウェイ族やメヘリン族などイロコイ語族の人々が住んでいた。1570年以後、アルゴンキン語族は、その交易網に対する他の部族からの脅威に対抗するために、ポウハタン酋長の下に統合された。ポウハタンは小さな部族30以上、集落では150以上を支配下に置き、共通のバージニア・アルゴンキン語を話していた。1607年、海岸地域の人口は13,000人から14,000人になっていた。
16世紀にスペインのイエズス会などヨーロッパ人遠征隊が幾つか、チェサピーク湾を探検していた。1583年、イングランド女王エリザベス1世が、スペイン領フロリダより北の地域に植民地を建設する権利をウォルター・ローリーに与えた。1584年、ローリーは北アメリカの大西洋岸に遠征隊を派遣した。「バージニア」という名前は「バージン・クイーン」（生涯結婚しなかったエリザベス1世の渾名）に因んでローリーあるいはエリザベス1世が提案した可能性があり、またインディアンの言葉で "Wingandacoa" あるいは名詞  "Wingina" に関係づける説もある。当初この名前はサウスカロライナからメインまで、さらにバミューダ諸島を含む海岸地域全体を指して使われた。この地域の土地に対する権利を認めた1606年憲章により、その領主達が合資会社としてロンドン会社を法人化した。この会社が新世界では初のイングランドによる恒久的開拓地、ジェームズタウンに出資した。イングランド王ジェームズ1世に因むこの開拓地は、1607年5月にクリストファー・ニューポートが設立した。1619年、開拓者はハウス・オブ・バージェシーズと呼ぶ選挙で選ぶ議員の議会を設立して、地域の支配権を強めた。1624年にロンドン会社が破産すると、イギリス王室領としてイギリス王の支配下に入った。

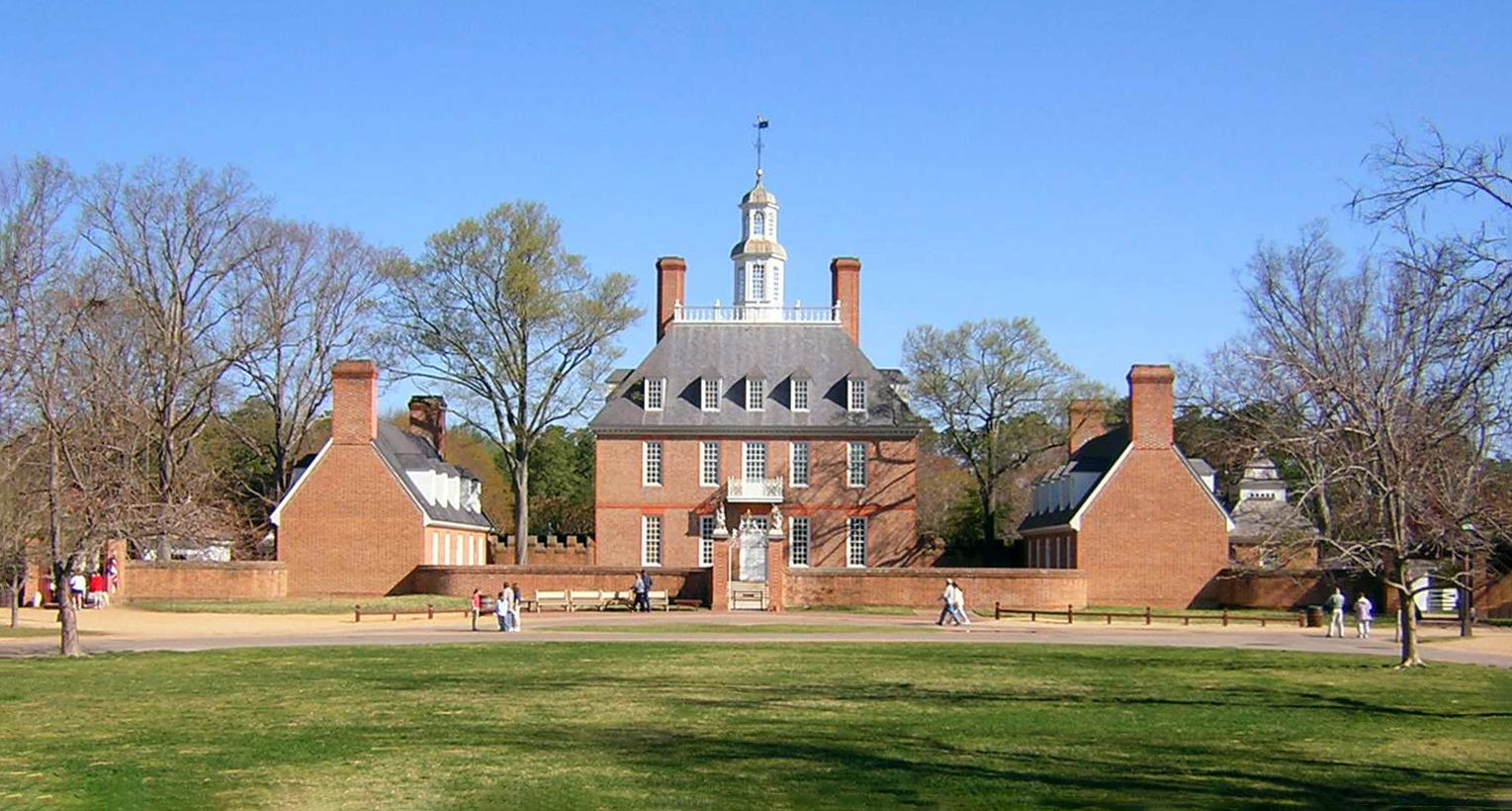
ウィリアムズバーグ、1699年から1780年までバージニア植民地の首都だった

植民地初期の生活は危険なものであり、1609年の「飢えの時」や、1622年のインディアンによる虐殺を含むアングロ・ポウハタン戦争などで多くの者が命を落とした。インディアンによる虐殺によって植民地人のインディアン全てに対する否定的な見方が生まれた。初期の開拓者6,000人のうち、1624年まで生き残ったのは3,400人に過ぎなかった。しかし、ヨーロッパでタバコに対する需要があったことから、さらに多くの開拓者とその従僕が到着することになった。労働力不足を補うために、バージニアまで運んだ年季奉公者のそれぞれについても、開拓者に土地を与えた。アフリカ人労働者が初めて輸入されたのが1619年であり、従僕のジョン・ケーサーに関する1654年の訴訟があった後、奴隷制度が法制化された。
労働者階級と支配階級の間に緊張関係が生まれ、また地理的な差があったことから1676年のベイコンの反乱に繋がった。このときまでに過去の者を含めて年季奉公者人口は全体の80％になっていた。大半は植民地のフロンティアから起きた反乱は、インディアンに対する懐柔的な政策にも反対した。植民地人は力と条約でインディアンの土地を取り上げていった。1677年条約などは調印した部族を属国化するものだった。1699年にウィリアムズバーグが植民地首都となり、その前の1693年には、ウィリアム・アンド・メアリー大学が設立された。1747年、バージニア人投機家集団がイギリス王室の後ろ盾を受けてオハイオ会社を設立し、アパラチア山脈より西にあるオハイオ領土における開拓と交易を始めた。その地域をヌーベルフランスの一部として領有権主張していたフランスは、この動きを脅威と捉え、その後に起きたフレンチ・インディアン戦争はヨーロッパにおける七年戦争（1756年-1763年）のアメリカ大陸版となった。バージニア連隊と呼ばれたイギリス領植民地の民兵隊を率いていたのが、当時中佐だったジョージ・ワシントンだった。

### 州昇格

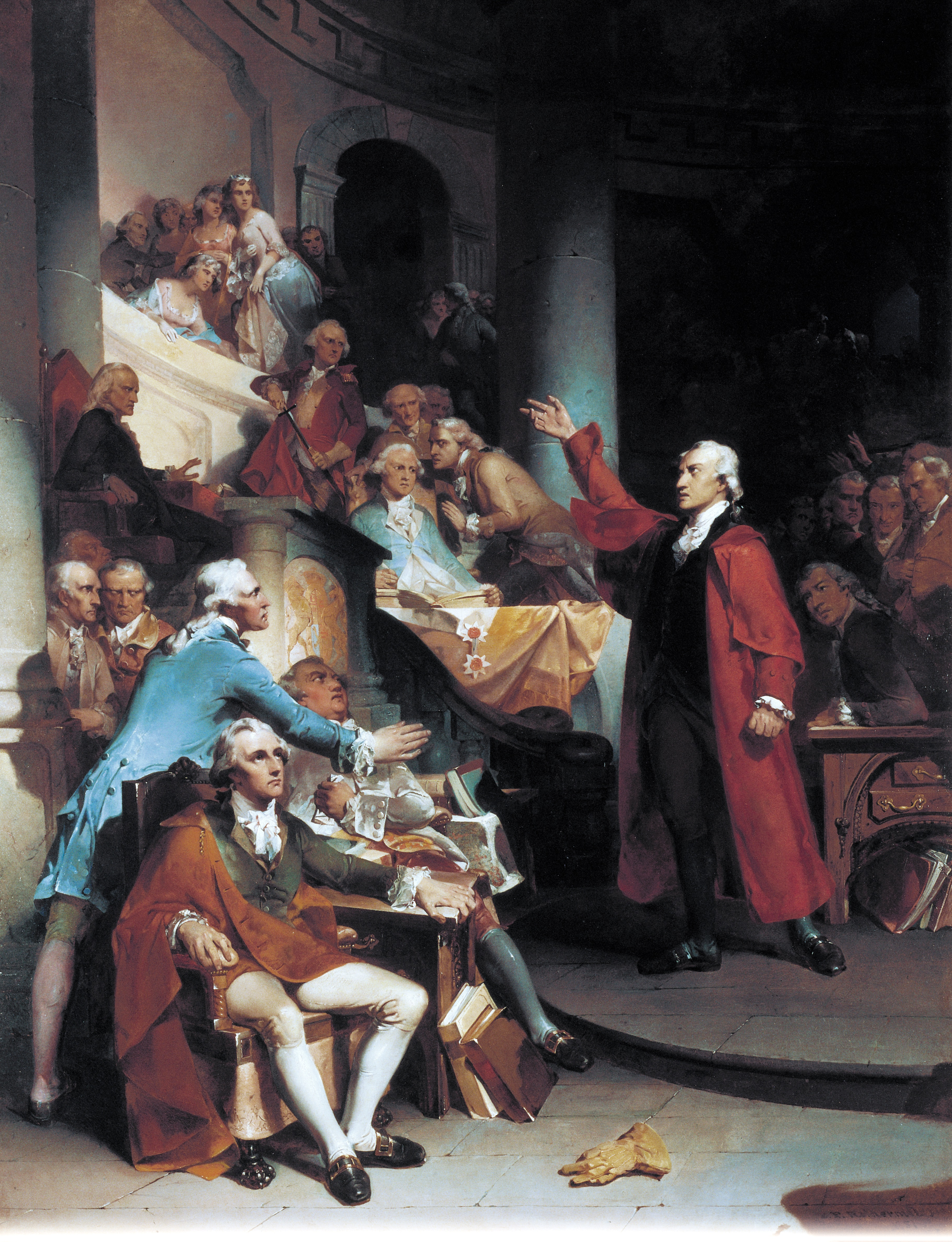
パトリック・ヘンリー、植民地議会で印紙法に反対するバージニア決議の提案演説を行っている。1851年に描かれた油絵

フレンチ・インディアン戦争の後でイギリスの議会が植民地に新税を課したことが、植民地では極めて不人気だった。バージニア植民地議会では、代表権の無い課税に反対する声が挙がり、数多い論客の中でもパトリック・ヘンリーやリチャード・ヘンリー・リーが反対論を指導した。バージニアは他の植民地と共に1773年にその行動を協調させる動きを始め、翌1774年の大陸会議に代議員を派遣した。1774年に植民地総督が植民地議会を解散させた後、革命派指導者達はバージニア会議を通じて支配を継続した。1776年5月15日、この会議はイギリス帝国からの独立を宣言し、ジョージ・メイソンが起草したバージニア権利章典を採択し、これが新憲法に含まれることになった。トーマス・ジェファーソンはメイソンの宣言を受けて全植民地のアメリカ独立宣言を起草した。
1775年にアメリカ独立戦争が始まると、ジョージ・ワシントンが大陸軍の指揮官に選出された。戦中に、海岸にあるウィリアムズバーグの位置が、イギリス軍による攻撃を受けやすいことを怖れたジェファーソンの進言で、首都がリッチモンドに移された。1781年、大陸軍とフランス陸海軍の共同作戦で、イギリス軍をバージニア半島に閉じこめた。ヨークタウンの包囲戦ではジョージ・ワシントンとフランス軍ロシャンボー伯爵の軍隊が、イギリス軍チャールズ・コーンウォリス将軍の軍隊を破った。1781年10月19日にコーンウォリスが降伏したことで、パリ和平会議に繋がり、植民地の独立を確かなものにした。
アメリカ合衆国憲法の起草でもバージニア人が中心になった。1787年にジェームズ・マディソンがバージニア・プランを起草し、1780年には権利章典を書いた。バージニアは1788年6月25日にアメリカ合衆国憲法を批准し、合衆国10番目の州になった。当時奴隷人口が多かったバージニア州は、憲法に盛り込まれた5分の3妥協案により、アメリカ合衆国下院でも最大の議員団を誇った。バージニア州出身のアメリカ合衆国大統領が続いたことで、バージニア朝とも呼ばれ、国内でその重要性を維持した。1790年、バージニア州とメリーランド州が連邦政府に土地を譲渡して、新しい連邦の首都コロンビア地区を形成した。ただし、バージニア州が譲った土地は1846年に返還された。バージニア州は「州の母」とも呼ばれる。1792年にバージニア州から分かれたケンタッキーが州に昇格するなど、幾つかの州が生まれ、またバージニア州生まれの多くの者が西部の開拓者となったからである。

### 南北戦争とその後

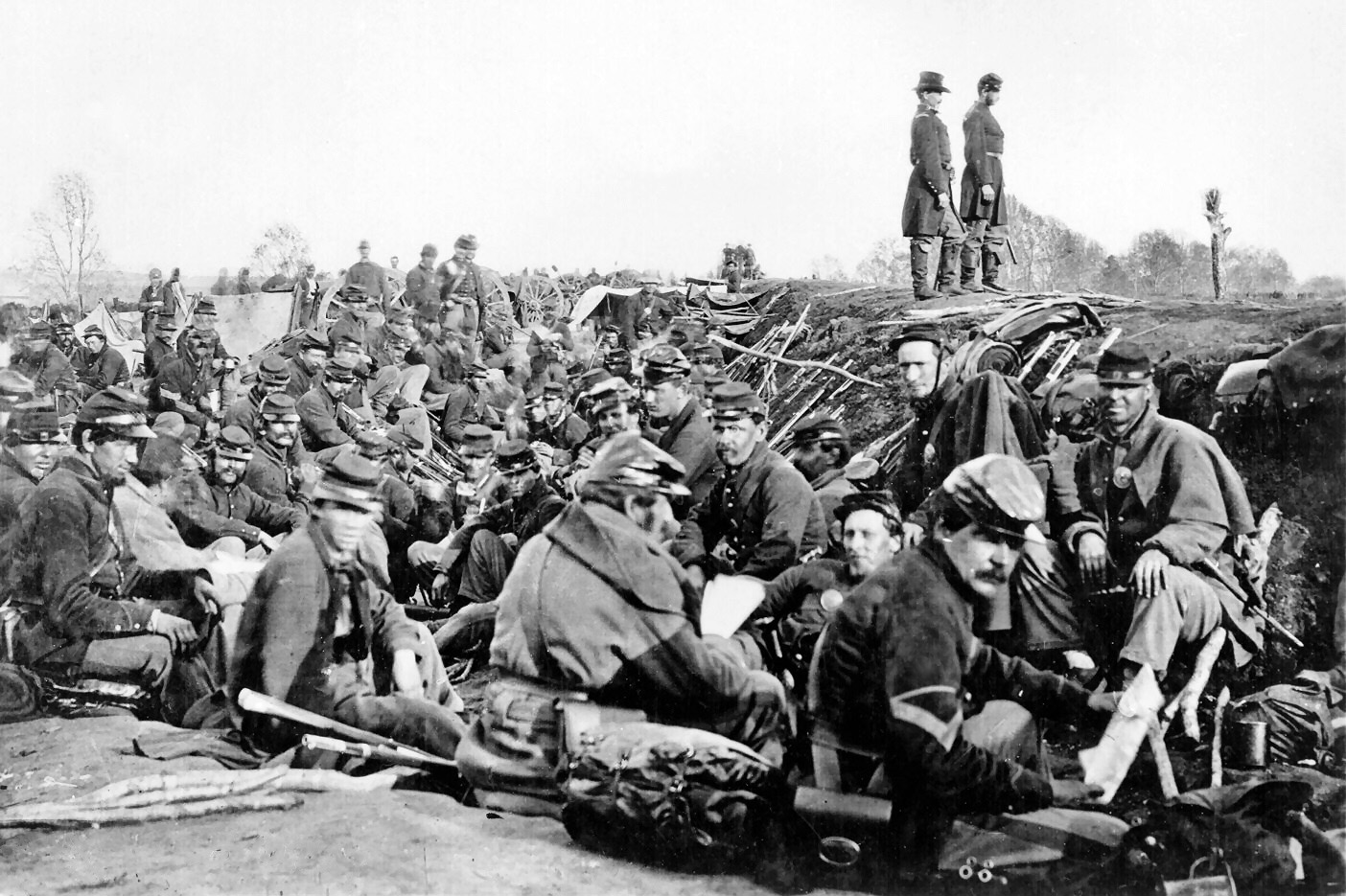
フレデリックスバーグのメアリーズハイツ前で休息する北軍兵、1863年5月

奴隷労働力は農業の他にも鉱業や造船業などで利用が高まっていった。1831年のナット・ターナーによる奴隷反乱や、1859年のジョン・ブラウンによるハーパーズ・フェリー襲撃は、奴隷制度とプランテーション経済におけるその役割について、深い社会的不満があることを示した。1860年時点で、バージニア州人口のおよそ31%、約50万人が奴隷だった。奴隷制度に関する考え方の違いが南北戦争開戦に繋がった。
サムター要塞の戦いと、エイブラハム・リンカーンによる徴兵要求に続く1861年4月17日、バージニア州はアメリカ合衆国からの脱退を票決した。4月24日にはアメリカ連合国に加盟し、リッチモンドがその首都に選ばれた。1863年に行われたホイーリング会議の後、州北西部の48郡がアメリカ合衆国に留まる道を選択し、バージニア州から分離してウェストバージニア州を結成した。バージニア州出身のロバート・E・リーが1862年に北バージニア軍の指揮官となり、北軍領土に侵略し、最後は全南軍の総司令官となった。この戦中に、第一次と第二次のブルランの戦い、七日間の戦い、チャンセラーズヴィルの戦い、さらに終戦に繋がったアポマトックス・コートハウスの戦いなどがバージニア州で戦われ、戦闘の数は他のどの州よりも多かった。1865年のリッチモンド市陥落の後、首都は短期間ダンビルに移された。1870年、9人委員会の働きにより、バージニア州はアメリカ合衆国に復帰した。
戦後のレコンストラクション時代、バージニア州は無料公共教育と参政権、公民権、選挙権の保証を盛り込んだ憲法を採択した。ポピュリストの再編党が包括的な党派連衡を進めていたが、1883年から保守的な白人民主党が政権を握った。民主党は人種差別のジム・クロウ法を通し、1902年にはバージニア憲法を書き直して、人頭税など投票権を制限する手段を入れ、実質的にアフリカ系アメリカ人の大半と多くの貧乏白人から投票権を取り上げた。アフリカ系アメリカ人は政治の世界における代表がいないために、学校は人種分離され、予算もつかず、社会サービスも行き届かなかったが、アフリカ系アメリカ人のコミュニティを作ることはできた。

### 現代

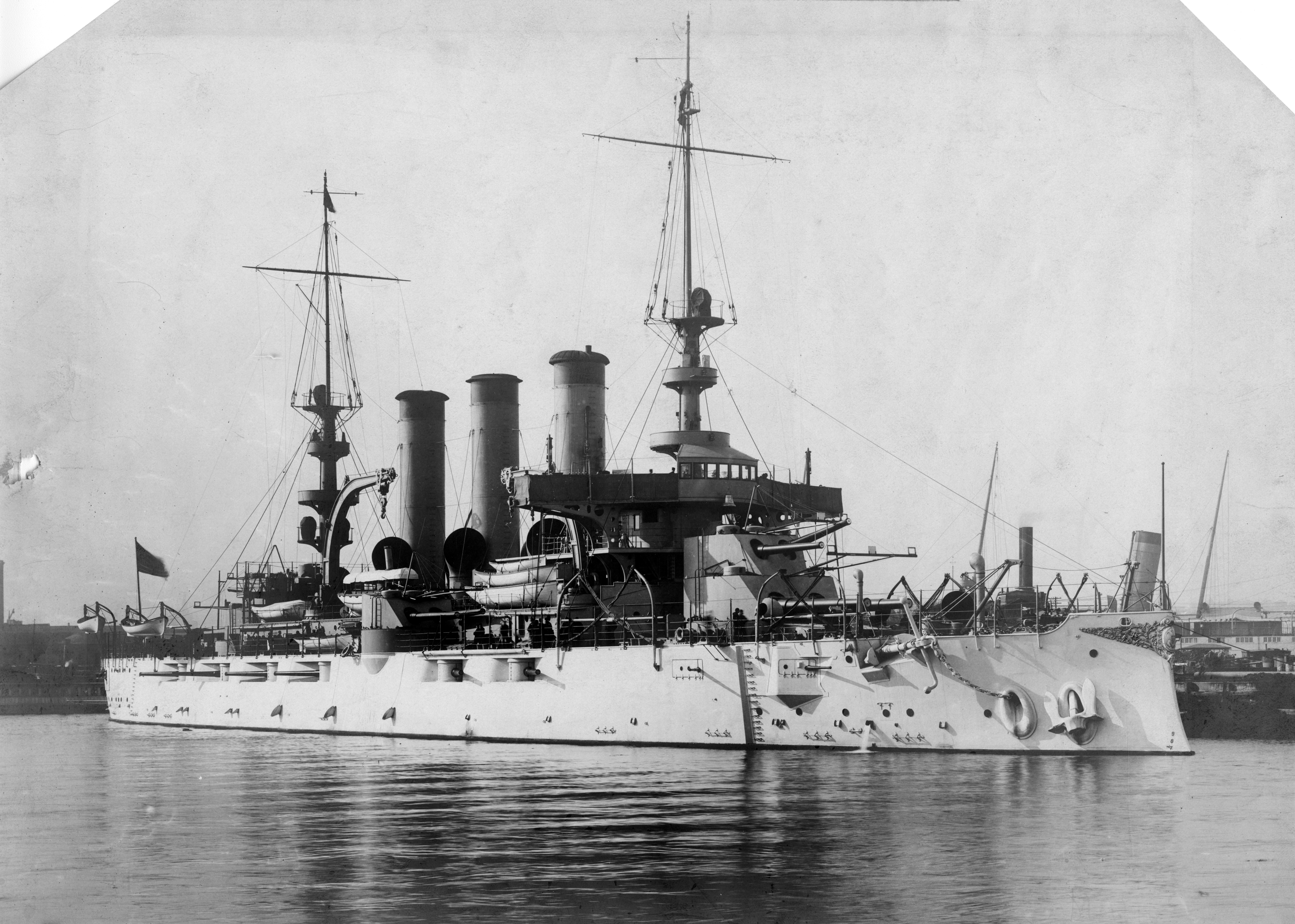
戦艦USSバージニア、ドレッドノート前級戦艦と第一次世界大戦期の多くの軍艦はニューポートニューズで建造された

経済の発展がバージニア州を大きく変化させた。1880年、ジェイムズ・アルバート・ボンサックが紙巻きタバコ製造機械を発明し、リッチモンド周辺で新しい大量生産の時代に入った。1886年、鉄道界の大立て者コリス・ポッター・ハンティントンがニューポートニューズに造船所を設立し、第一次世界大戦を挟み、1907年から1923年の間に、アメリカ海軍向けに6隻の戦艦を建造した。この戦中にはU-151などドイツの潜水艦が港外の艦船を攻撃している。
1926年、ウィリアムズバーグのバートン教区教会牧師W・A・R・グッドウィン博士が、ジョン・ロックフェラーから資金提供を受けて、ウィリアムズバーグ歴史地区にある植民地時代の建造物修復を始めた。このプロジェクトは州内の他のプロジェクトと同様に、世界恐慌や第二次世界大戦の荒波と戦わねばならなかったが、コロニアル・ウィリアムズバーグが大きな観光地となるまで工事は続けられた。
1951年のファームビルで、「デイビス対プリンスエドワード郡教育委員会事件」訴訟に繋がった学校の人種分離に対し、バーバラ・ローズ・ジョンズによって抗議運動が始められた。この訴訟はリッチモンド生まれのスポッツウッド・ウィリアム・ロビンソンとオリバー・ヒルが起こし、1954年の「ブラウン対教育委員会裁判」と共に、「分離すれども平等」という人種分離原則を排斥した。しかし、1958年、影響力ある人種分離主義者のアメリカ合衆国上院議員ハリー・F・バードとそのバード機構が指導する「大量抵抗」政策の下で、バージニア州は州の資金を受ける地方学校の人種統合を禁止した。
1960年代に入ると公民権運動には多くの者が参加した。それは道徳的な力を得て、1964年の公民権法と1965年の選挙権法という全国的な法制化に対する支持を掴んだ。1964年、アメリカ合衆国最高裁判所は、プリンスエドワード郡などに学校の人種統合を命じた。1967年、「ラヴィング対バージニア州裁判」判決でバージニア州が人種間結婚を禁じていたことも撤回させた。1969年から1971年、ミルズ・ゴッドウィン州知事の下の州議会が州憲法を書き換え、ジム・クロウ法の撤廃などの目的が果たされた。1989年、ダグラス・ワイルダーがアフリカ系アメリカ人として国内初の州知事に選出された。
冷戦時代を中心に、ワシントンD.C.に近い北部バージニアでは、国防関係に従事する職員が増加し、それに関わる人口も増加した。情報機関である中央情報局は、ラングレーに置かれた。第二次世界大戦中ではあるが、アメリカの国防中枢である戦争省及び海軍省（後に国防総省）の本部としてペンタゴンが建設されている。これは2001年アメリカ同時多発テロ事件の標的となり、旅客機が突入して189人の命が失われた。

## 地理
関連項目：バージニア州の郡一覧、w:List of Virginia rivers、w:Lost Counties, Cities and Towns of Virginia、w:Environment of Virginia
バージニア州の全面積は42,774.2平方マイル (110,785.7 km2)であり、このうち水域は3,180.13平方マイル (8,236.5 km2)、水域率は7.4%である。面積では国内50州の35番目である。バージニア州は、北部でウェストバージニア州、メリーランド州、ワシントンD.C.（ポトマック川を挟んで）に、南部でノースカロライナ州とテネシー州に、西部でケンタッキー州とウェストバージニア州に接している。また、東部はチェサピーク湾と大西洋に面している。メリーランド州、ワシントンD.C.と作る境界はポトマック川南岸の低水位線まで延びている。南側州境は北緯36度30分線と定義されているが、測量の誤りにより3分ほどずれている。
バージニア州にはシェナンドー国立公園、グレートフォールズ公園、アパラチアン・トレイルなど、国立公園局が管理する30の公園がある。シェナンドー国立公園は1935年に指定され、景観の良いスカイライン・ドライブが伸びている。公園面積78,579エーカー (322 km2) の約40%が全国原生林保存体系に指定される原生林である。国立公園局が管理するすべての一覧はList of areas in the National Park System of the United States in Virginiaである。さらにバージニア州保存レクリエーション省と森林省が管理する34の州立公園と17の州有林がある。チェサピーク湾は国立公園ではないが、州法と連邦法で保護され、湾と水域を再生するチェサピーク湾プログラムを共同で実行している。グレート・ディズマル湿地国立野生生物保護区はノースカロライナ州まで広がり、またバック湾国立野生生物保護区はアウターバンクスの始まりとなっている。
バージニア州立公園：List of Virginia state parks。

### 地質と地形

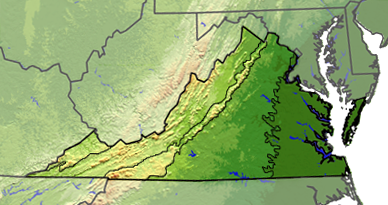
バージニア州は5つの地理的地域に区分される

チェサピーク湾によって西側のバージニア州本土と東岸の2郡がある半島部に分けられている。この湾は始新世に小惑星が衝突したことによって形成されたチェサピーク湾クレーターによって造られた。ポトマック川、ラッパハノック川、ヨーク川、ジェームズ川など多くの河川がチェサピーク湾に流れ込み、湾に向かって3つの大きな半島を形成している。地形と地質により、バージニア州は東から西に5つの地理的地域に区分される。すなわち、海岸部、ピードモント台地、ブルーリッジ山脈、リッジ・アンド・バレー地域、カンバーランド高原である。
海岸部は大西洋岸と滝線の間の海岸平原である。チェサピーク湾の東岸と主要入り江を含んでいる。ピードモント台地は中生代に形成された山脈の堆積岩と火成岩からなる東丘陵部である。この地域はサウスウェスト山地など粘土層が多いことで知られる。ブルーリッジ山脈はアパラチア山脈の連なりの1つであり、標高 5,729 フィート (1,746 m) のロジャース山が州内最高地点である。リッジ・アンド・バレー地域がこの山脈の西にあり、グレート・アパラチアン・バレーが含まれる。この地域は炭酸塩岩が基盤でありマサヌッテン山がある。カンバーランド高原とカンバーランド山地が州南西隅にあり、アルゲイニー台地の下にある。この地域では川が北西に流れ、オハイオ川まで樹木が枝を張るような水路体系を作っている。

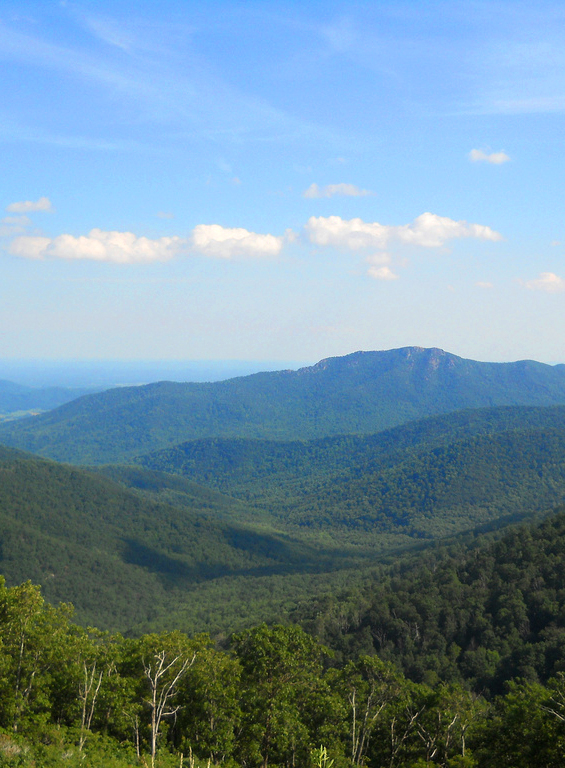
ブルーリッジ山脈、落葉樹と常緑樹が特徴ある色模様を作っている

州内の炭酸塩岩が4,000以上の洞窟となり、そのうち10か所が観光用に公開されている。バージニア地震帯は定期的に活動した記録がない。北アメリカプレートの端部から離れているためにマグニチュード4.5を超える地震は希である。これまで最大の地震は、1897年ブラックスバーグ近くで発生した推計マグニチュード5.9のものである。2011年8月23日、ミネラルの近くでマグニチュード5.8の地震が発生した。この地震はカナダのトロントでも震動が観測されたとのことである。中新世の盆地に近い3つの山脈40の鉱床で石炭の採掘が行われている。その他粘板岩、藍晶石、砂、砂利が採掘され、その売り上げは年間20億米ドル近くになっている。

### 気候
バージニア州の気候は南部と東部に行くとより暖かく湿度が高くなる傾向にある。1月の平均最高気温は26°F (-3 ℃)、7月の平均最高気温は86°F (30 ℃)と変化している。東部と南東部海岸地域には大西洋が強い影響を与えている。メキシコ湾流の影響を受けて、海岸部にはハリケーンが襲来することがあり、特にチェサピーク湾口は顕著である。
雷雨は年間平均で35日から45日発生しており、特に西部で多い。年間平均降水量は42.7インチ (1,080 mm) である。冬季に山岳部に達する冷気団がかなりの量の雪を降らせることがあり、1996年の吹雪や、2009年から2010年に掛けての暴風雪が発生した。これらの要素とバージニア州の地形的要素が組み合わされ、シェナンドー・バレー、山岳部南西および海岸平原では微気候が発生する。竜巻の年間平均発生数は7個であり、大半は藤田スケールでF2以下である。
近年、ワシントンD.C.南側の郊外部が北バージニアに伸びてきて、人口密度の高い地域に太陽の放射熱を多く吸収するようになり、都市ヒートアイランド現象が増えてきた。アメリカ肺学会の2011年報告書では、州内11の郡が大気質の基準に劣り、特にフェアファックス郡は自動車の排ガス汚染により最悪であるとしていた。山岳部の煙霧は石炭火力発電所が一部原因になっている。

### 植物相と動物相
州領域の65%を森林が覆っており、その多くは落葉生広葉樹である。標高が低くなると、アメリカツガや苔など湿度を好む小さいが密生した群落が現れ、ブルーリッジ山脈にはヒッコリーやオークが自生している。しかし1990年代初期からマイマイガの発生で、オークが多い森が影響を受けている。低地海岸部ではキイロ松が支配的であり、グレート・ディズマル湿地やノットウェイ湿地ではヌマスギの森がある。その他よく見られる樹種や植物としては、クリ、カエデ、ユリノキ、アメリカシャクナゲ、トウワタ、デイジー、多種のシダがある。大西洋岸や西部山岳地には広い原生林があり、エンレイソウの大群落が見られる。大西洋岸には南大西洋に多い松林や南東海岸平原にある海洋性植物が見られ、海洋性植物は特に州南東部に多い。

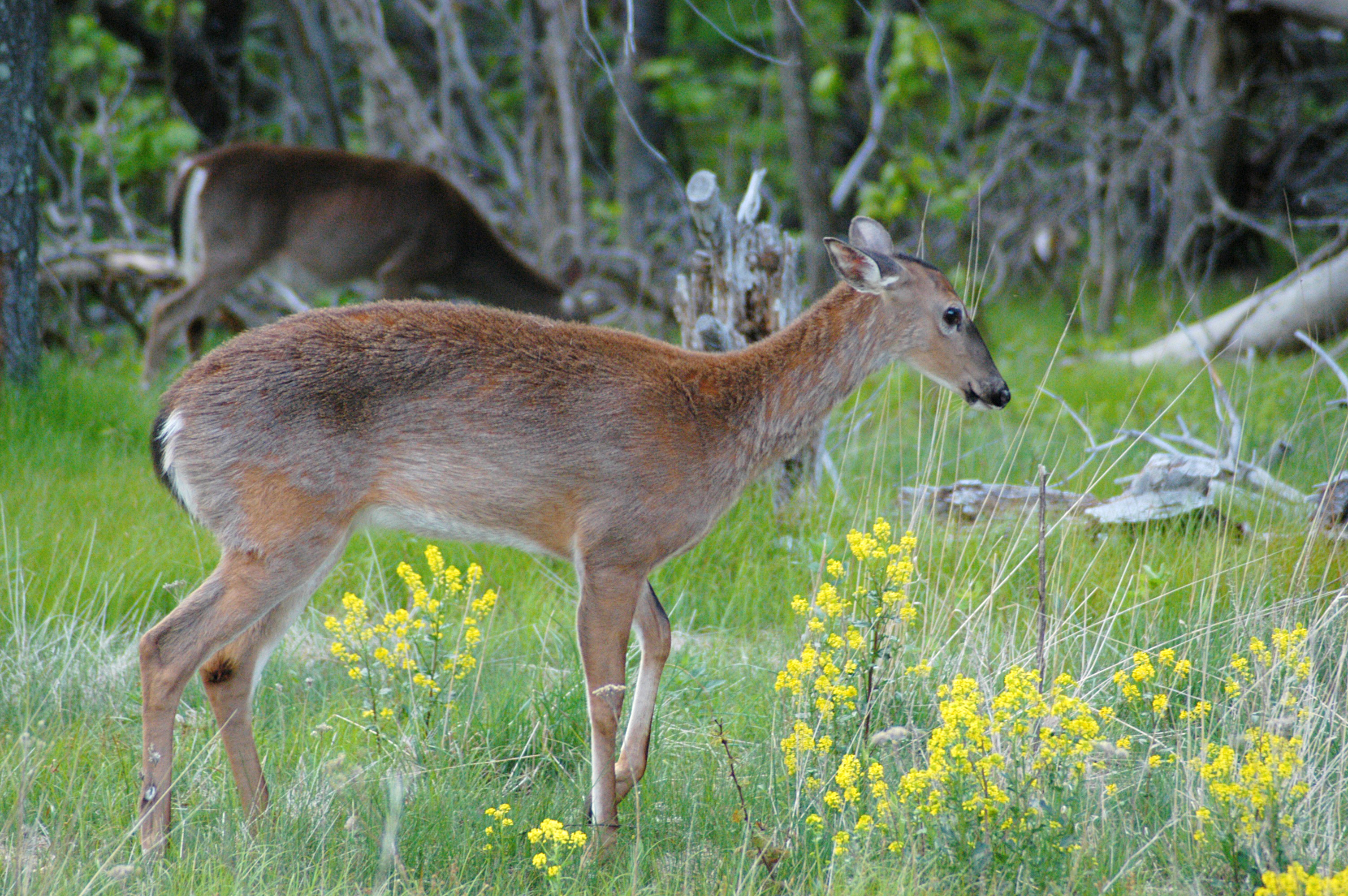
オジロジカ、バージニアシカとも呼ばれる。シェナンドー国立公園タナーリッジ群れ

哺乳類としてはオジロジカ、クロクマ、ビーバー、ボブキャット、コヨーテ、アライグマ、スカンク、ウッドチャック、キタオポッサム、ハイイロギツネ、アカギツネ、ヒガシワタオウサギがいる。鳥類には、ショウジョウコウカンチョウ、アメリカフクロウ、カロライナ・アメリカゴガラ、アカオノスリ、ミサゴ、カッショクペリカン、ウズラ、カモメ、ハクトウワシ、野生シチメンチョウがいる。1990年代半ばにシェナンドー国立公園でハヤブサが再導入された。淡水魚では、ウォールアイ、カワマス、ロアノーク・バス、ブルーナマズなど210種が知られている。底に岩の多い小川には数多いザリガニやサンショウウオが住んでいる。チェサピーク湾にはブルークラブ、ハマグリ、カキ、シマスズキなど多くの種が見られる。

## 人口動態
2020年国勢調査時点のバージニア州の推計人口は8,631,393人となっており、2010年国勢調査の8,001,024人から7.88%増加していた。2000年国勢調査時点からは州内への移住者が314,832人増えている。その内訳として国外からの移民は159,627人、国内からの移住者が155,205人増えた。バージニア州の人口重心はリッチモンド市郊外のグーチランド郡となっている。
バージニア州の公式言語として1981年と1996年の2度州法に英語が規定された。ただしバージニア憲法では規定されていない。

### 人種的構成及び祖先
人種的構成では非ヒスパニック白人が最も多いが、1990年の76%から2011年の64.5%まで減少してきた。2011年の出生数における比率では50.9%しかなかった。
植民地時代に州内全域にイングランド系の人々が入植し、その後もイギリスの他地域やアイルランドからの移民があった。国勢調査でアメリカ人と申告した者の多くはイングランド系の子孫だが、北アメリカに来てから数世代を経ているために、単純にアメリカ人と回答することを選んだ。1600年代にバージニアに来たイングランド系移民の75%は年季奉公として来ていた。州西部の山岳地には独立戦争の前に、スコットランド・アイルランド系移民が設立した多くの開拓地があった。北西部山岳地とシェナンドー・バレーには少なからぬドイツ系の子孫がおり、2010年のアメリカン・コミュニティ・サーベイでは、11.7%と最も多い回答だった。
バージニア州で白人の次に多い少数人種はアフリカ系アメリカ人であり、2011年時点で19.8%だった。大半のアフリカ系アメリカ人はタバコ、綿花、麻のプランテーションで働いた奴隷の子孫である。これらの祖先は主にアンゴラやバイト・オブ・ビアフラなどアフリカ西中部から連れてこられた。現在のナイジェリア南部にいるイグボ族が、バージニア州の奴隷では最大の民族集団だった。アフリカ系アメリカ人の大移動時代に人口を減らしたが、1965年からは南部に戻ってきている人々がいる。バージニア人の2.9%は二人種混血と申告している。また0.5%はインディアンまたはアラスカ先住民の子孫、0.1%はハワイなど太平洋諸島系としている。バージニア州はインディアンの8部族を認定しているが、連邦政府はどれも認定していない。インディアンの大半は海岸部に住んでいる。
20世紀終盤から21世紀初期の移民によってヒスパニック系やアジア人の新しい社会が増えてきた。2011年時点で州人口の8.2%はヒスパニック系あるいはラテン系（人種は問わない）であり、5.8%がアジア系である。ヒスパニック系人口は2000年から2010年の間に92%増加し、その3分の2は北バージニアに住んでいる。ヒスパニック系州民は一般の州民に比べて世帯当たり収入の中央値と学歴が高い傾向にある。北バージニアには、ベトナム戦争後に大きな移民の波となったベトナム系の人々が多い。また朝鮮系アメリカ人は近年増加しており、質の高い教育体系を求めてきている。フィリピン系アメリカ人はハンプトン・ローズ地域に45,000人が住み、その多くはアメリカ海軍など軍隊関係と結びついている。
| 人種 (2011)          | 人種 (2011) |                                                                                    | 郡単位で構成比の高い祖先 | 祖先 (2010)          | 祖先 (2010) | 祖先 (2010) |
| 非ヒスパニック白人   | 64.5%       | アメリカン・コミュニティ・サーベイ5年間推計、地図とデータはAmerican Factfinder提供 |                          | ドイツ系             | 11.7%       |             |
| アフリカ系アメリカ人 | 19.8%       | アメリカン・コミュニティ・サーベイ5年間推計、地図とデータはAmerican Factfinder提供 |                          | イングランド系       | 10.7%       |             |
| ヒスパニック系       | 8.2%        | アメリカン・コミュニティ・サーベイ5年間推計、地図とデータはAmerican Factfinder提供 |                          | アイルランド系       | 9.8%        |             |
| アジア系             | 5.8%        | アメリカン・コミュニティ・サーベイ5年間推計、地図とデータはAmerican Factfinder提供 |                          | アメリカ人           | 9.7%        |             |
| インディアン         | 0.5%        | アメリカン・コミュニティ・サーベイ5年間推計、地図とデータはAmerican Factfinder提供 |                          | サハラ以南のアフリカ | 1.7%        |             |

バージニア州の人口の6.5%は5歳以下、24.6%が18歳以下と報告され、11.2%が65歳以上である。女性は人口のおよそ51%である。

### 宗教
バージニア州の住民の信仰宗教別構成は以下の通りである。
近年、アメリカの政局に影響を与えている福音派の発祥地である。
| 宗教 (2008)        | 宗教 (2008)  | 宗教 (2008) |
| ------------------ | ------------ | ----------- |
| キリスト教         | キリスト教   | 76%         |
|                    | バプテスト   | 27%         |
| カトリック教会     | 11%          |             |
| メソジスト         | 8%           |             |
| ルーテル教会       | 2%           |             |
| その他のキリスト教 | 28%          |             |
|                    |              |             |
| 仏教               | 仏教         | 1%          |
| ヒンドゥー教       | ヒンドゥー教 | 1%          |
| ユダヤ教           | ユダヤ教     | 1%          |
| イスラム教         | イスラム教   | 0.5%        |
| 無宗教             | 無宗教       | 18%         |

バージニア州民の信仰する宗教は圧倒的にプロテスタントである。バプテストが2008年時点で人口の27％と最大会派である。バージニア州におけるバプテストには、約1,400の会員教会があるバプテスト・ジェネラル・アソシエーション・オブ・バージニアがあり、南部バプテスト連盟と近代のコーオペラティブ・バプテスト・フェローシップの双方を支持している。500以上の会員教会があるサザン・バプティスト・コンサアーバティブズ・オブ・バージニアは南部バプテスト連盟を支持している。ローマ・カトリック教が2番目に信徒の多い会派であり、1990年代に最も会員を増やした。カトリック教会アーリントン教区には北バージニアの大半のカトリック教会を含み、リッチモンド教区には州内の残りの教会が含まれている。

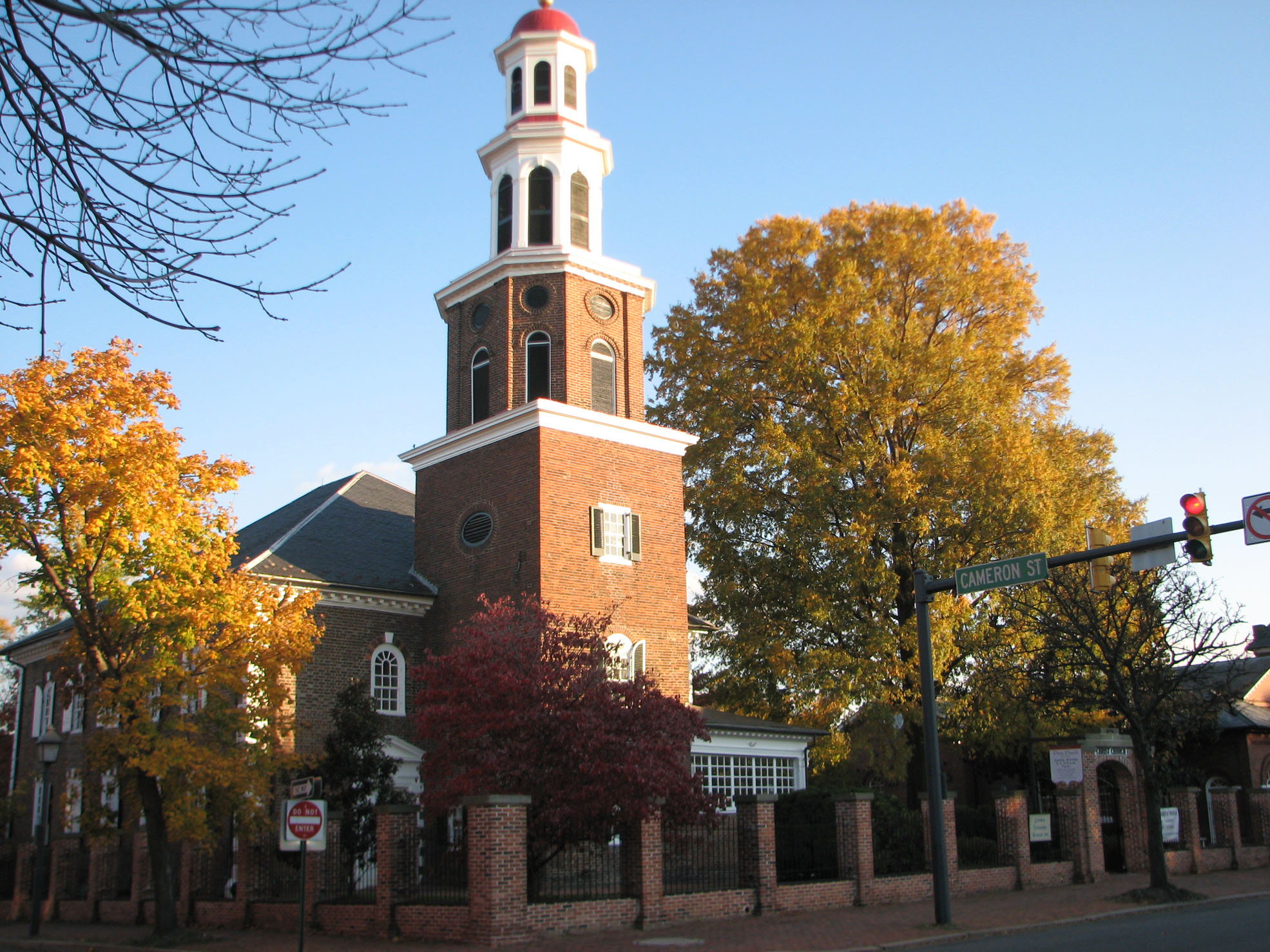
アレキサンドリアのクライスト・チャーチ、ジョージ・ワシントンやロバート・E・リーが度々訪れた

バージニア・カンファレンスは、ユナイテッド・メソジスト教会とバージニア会議が毎年開催する地域会議体であり、ルーテル教会の信徒に対する責任がある。長老派教会、ペンテコスタル、会衆派教会、エピスコパル教会は2001年時点で、それぞれ1ないし3％の人口比率だった。エピスコパル教会バージニア教区、南部バージニア教区、南西部バージニア教区は様々なエピスコパル教会を支持している。
2006年11月、15の保守的エピスコパル教会がバージニア教区を分割することを投票で決めた。これはゲイであることを公開した司祭や他のエピスコパル教会教区の牧師に関する問題の整理の意味があった。これらの教会はアメリカ合衆国外の団体を通じてアングリカン・コミュニオンに属していることを主張し続けている。バージニア州法では教区民がその教会の所属先を決めることを認めているが、教区は分離した教会の資産について権利主張している。その結果起きた資産に関する訴訟は、全国的なエピスコパル教会にとって試練となった。
その他の宗教では末日聖徒イエス・キリスト教会が、2010年時点で州内に人口の1％、190の信徒団を抱えている。フェアファックスステーションには、浄土真宗の恵光寺仏教寺院があり、またヒンドゥー教のドゥルガー寺院もある。州内のユダヤ人人口は少数だが、1789年にはコングリゲーション・ベス・アハバというユダヤ教の組織を作っていた。イスラム教は移民の数が増えるに連れて州内の信徒数を増やしている。州内の巨大教会にはトマス・ロード・バプテスト教会、イマヌエル・バイブル教会、マクリーン・バイブル教会がある。リージェント大学、リバティ大学、リンチバーグ・カレッジなど、キリスト教系の大学もある。

## インディアン部族

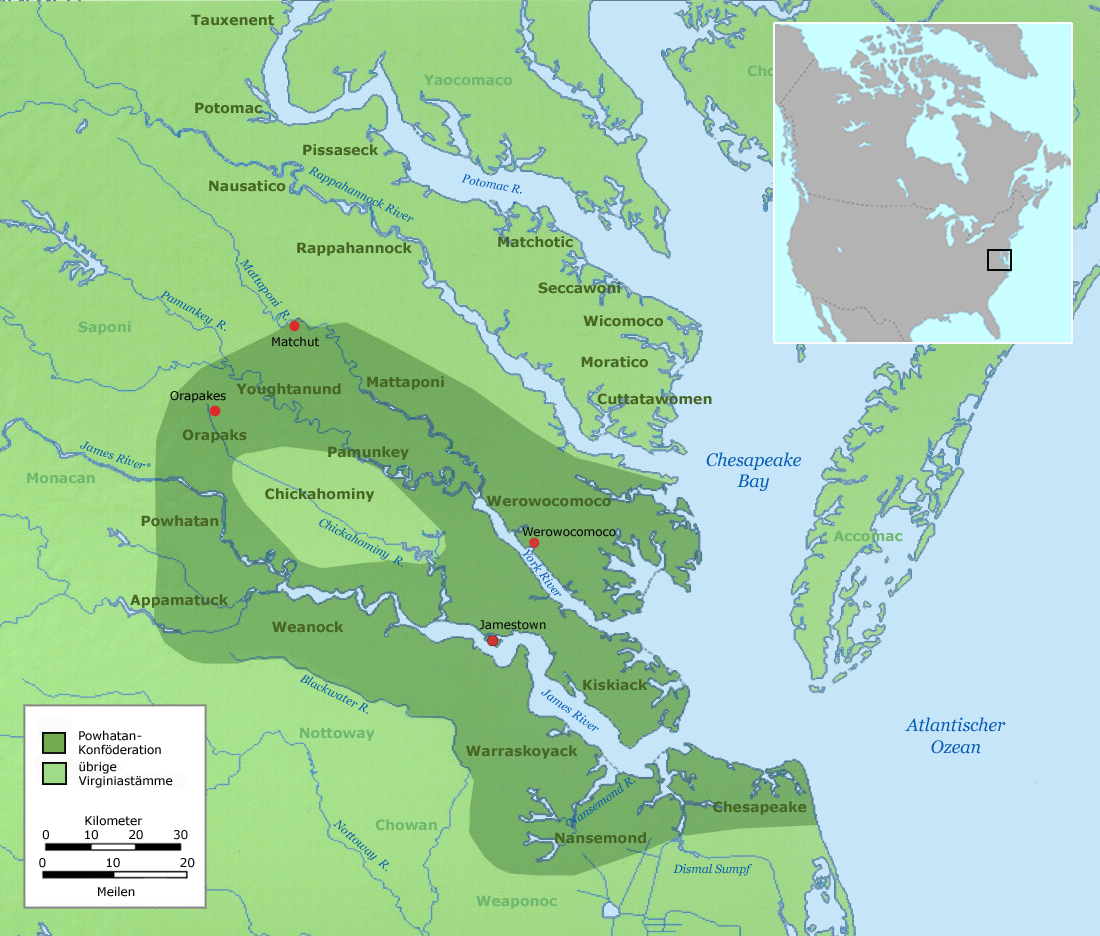
バージニア州周辺の、かつてのインディアン部族の勢力図

チェロキー族、マナホアク族、メヘリン族、モナカン族、ナヒッサン族、ノットウェイ族、オッカネーチ族、ポウハタン族、サポニ族、シャコリ族、ショーニー族、ツテロ族などのインディアン部族が、ウィグワムの集落を築き、狩猟採集生活を営んだ。
現在、この州のインディアン部族は「州はインディアン部族として認めている」が、「アメリカ連邦政府は認めていない」部族ばかりで占められている。他の部族は「絶滅部族」として部族としては存在しないことになっており、多数の部族が引き続きアメリカ連邦の公式承認を要求している。
2009年10月22日、バージニア州の「チッカホミニー族」、「東部チッカホミニー族」、「北マッタポニ族」、「ラッパハンノック族」、「モナカン族」、「ナンセモンド族」のインディアン6部族に対し、アメリカ連邦政府の上院インディアン事務委員会は連邦公認のための手続きに入った。公認申請書は既に下院を通過し、連邦信託による彼らの保留地再獲得などに8億ドルの連邦予算が見込まれている。一方で、今回の手続きには「インディアン・カジノ」の開設権は認められておらず、他州の既に連邦公認されたインディアン部族の間で、その影響が懸念されている。
バージニア州の「人種保全法」下では、1924年から1967年まで、白人の先祖を持たない彼ら連邦公認を解消された「絶滅部族」は、出生証明書に「色つき（colored）」と記載されていた。
| ≪アメリカ連邦政府に公認される見込みのインディアン部族≫ - 「チッカホミニー族」 - 「東部チッカホミニー族」 - 「北マッタポニ族」 - 「ラッパハンノック族」 - 「モナカン族」 - 「ナンセモンド族」 ≪アメリカ連邦政府は公認していないが、バージニア州政府が公認している部族≫ - 「パムンキー族」 - 「マッタポニ族」 | ≪アメリカ連邦政府も州政府も認定していないインディアン部族≫ - 「アニ＝ストヒニ・ユナミ族（チュテロ族ほか）」 - 「チェロキー族」 - 「アパラチア・チェロキー族」 - 「バッファロー・リッジ・バンド」 - 「自由チェロキー族・蜘蛛の氏族」 - 「南チェロキー族・松の木の氏族」 - 「狼の氏族」 - 「バージニア連合」 - 「亀のバンド」 - 「イナジェル・ツァラギ・バンド」 - 「北ツァラギ・バンド」 - 「ウィココミコ族」 - 「チェロエンハカ族（ノットウェイ族）」 |

### インディアン血統法
バージニア州が1705年に制定した、インディアンの血統を分類規定する「インディアン血統法（Indian Blood law）」は、現在に到るまでインディアン社会を分断し続けている。
18世紀、インディアン社会への白人入植と黒人奴隷の増加は、同州でインディアンと白・黒人との混血を増加させた。「純血」の白人のみが法的優位を所有できる同州の人種差別規定では、なにより血の濃さが重要であり、それはインディアンにも当てはめられた。この血統法は「インディアンは半分他人種の血が混じればもうインディアンではない」と規定したものである。以後、この「1/2」基準は全米の州に採り入れられていき、インディアンと黒人の混血（ブラック・インディアン）が多くの州で増加するにつれ、多くのインディアンが血統証明書から除外され、「人口を減らしていく」という民族浄化の効果を生み続けた。
この法は1934年の「インディアン再編成法（IRA）」の規定にも悪影響を与え、以後のインディアンが部族として連邦公認を受けるための血統証明を難しくした。「インディアン里親制度」（白人の家庭が強制的にインディアンの乳児を里子に奪い、白人として育てる制度。20世紀末に表面上は廃止された）で里子に出されたインディアンも、連邦からはインディアンとして認定されず、また多くのインディアンたちが申請名簿を作るために、黒人配偶者と離婚しなければならなかったのである。現在のインディアンの血統証明で重要とされる混血基準度は「1/4」である。

### インディアン・カジノ
バージニア州には、インディアン部族の運営する「インディアン・カジノ」は一軒もない。上記の6部族が連邦に認知され、「復活」する予定であるが、その申請条件はカジノ運営を禁止する内容となっている。今後もインディアン部族が同州でカジノを開設する可能性は低そうである。

## 主要な都市および町

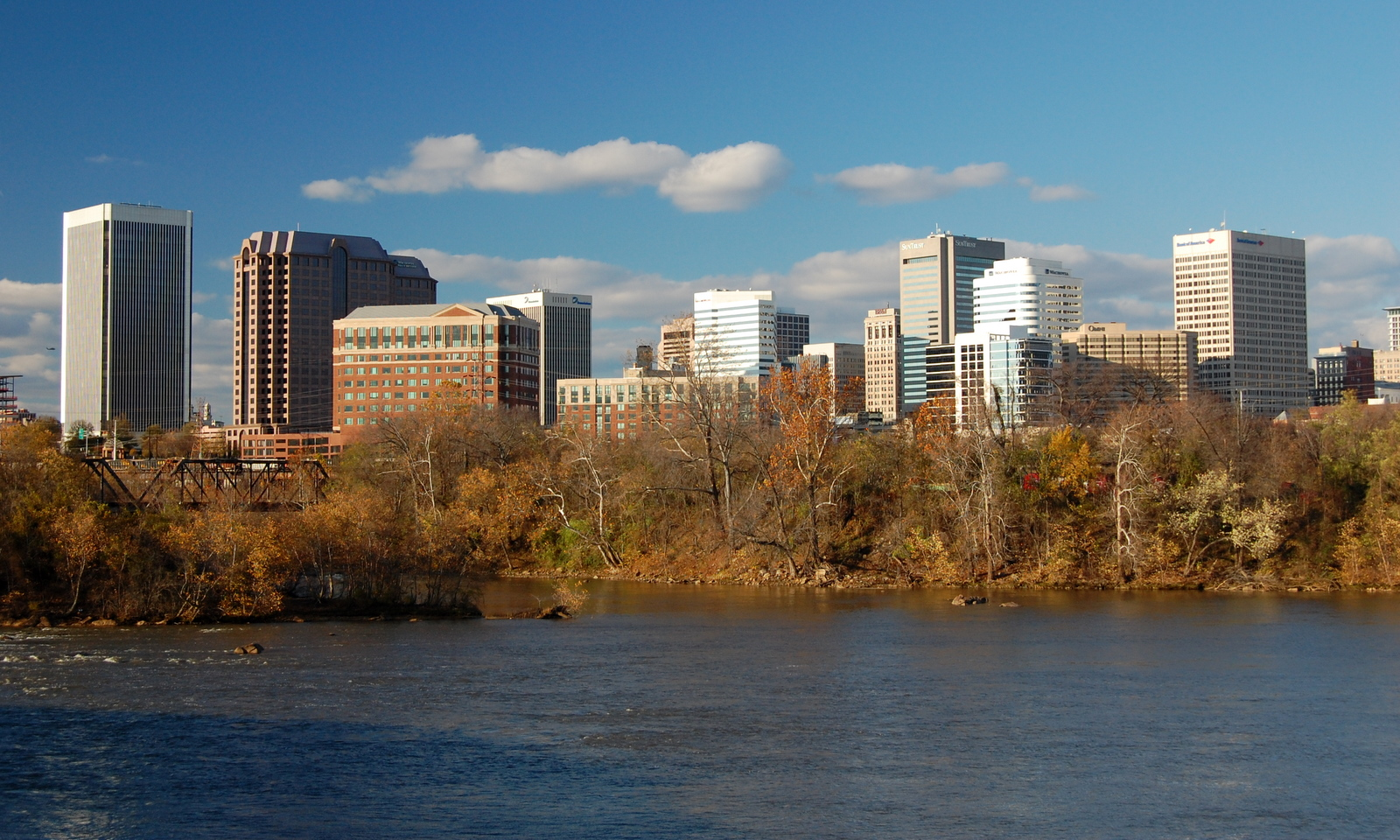
リッチモンド
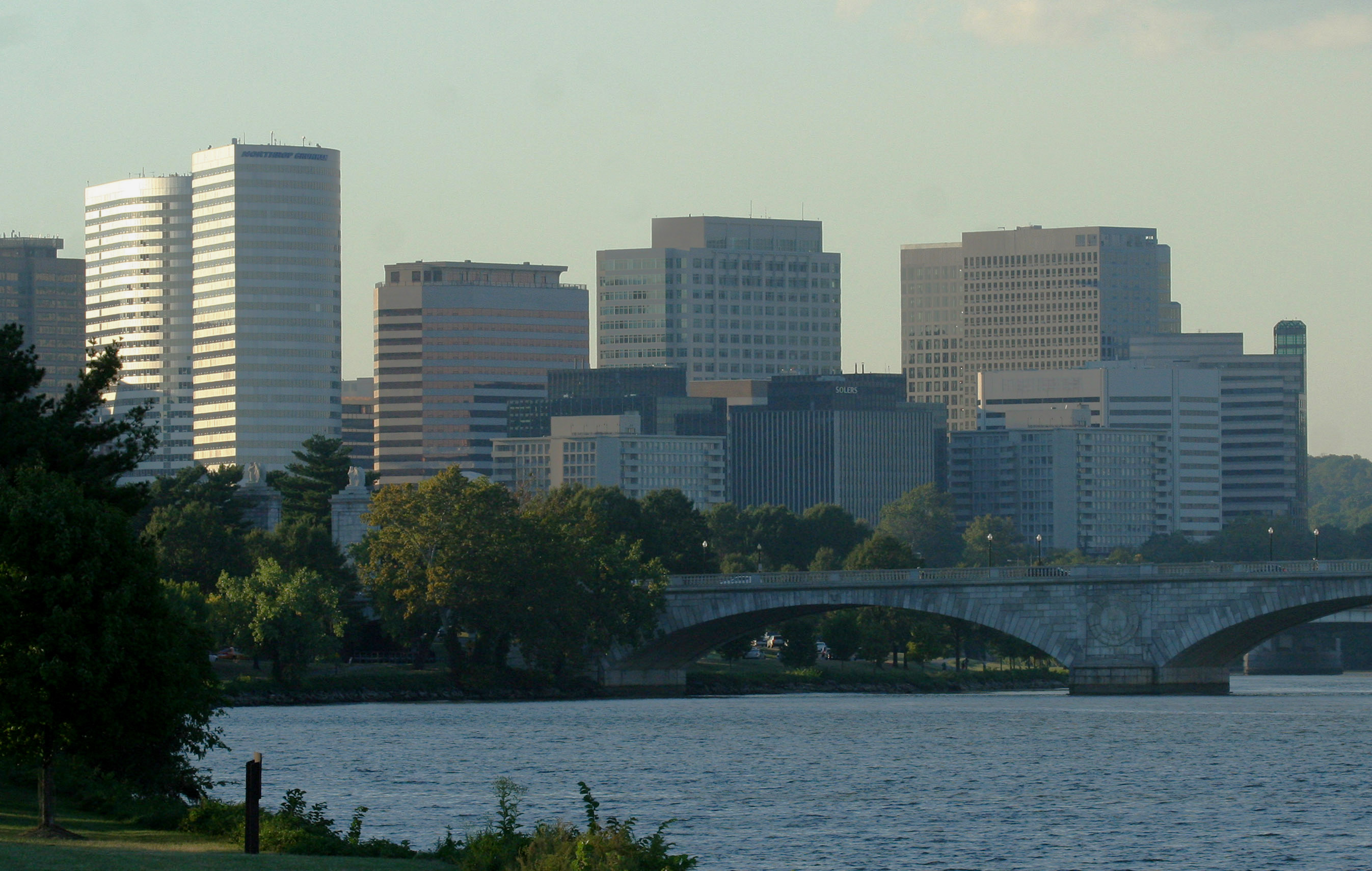
アーリントン
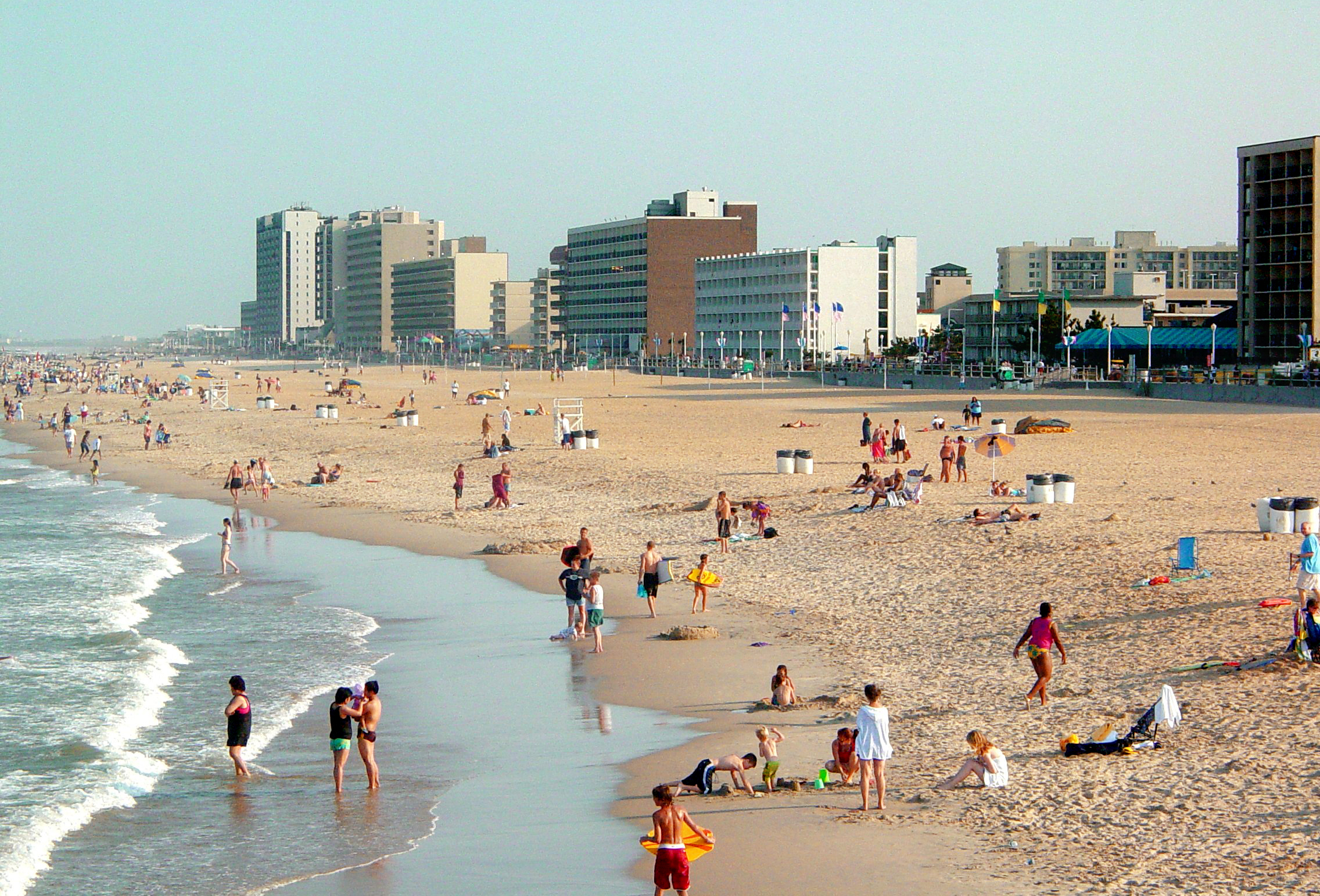
バージニアビーチ
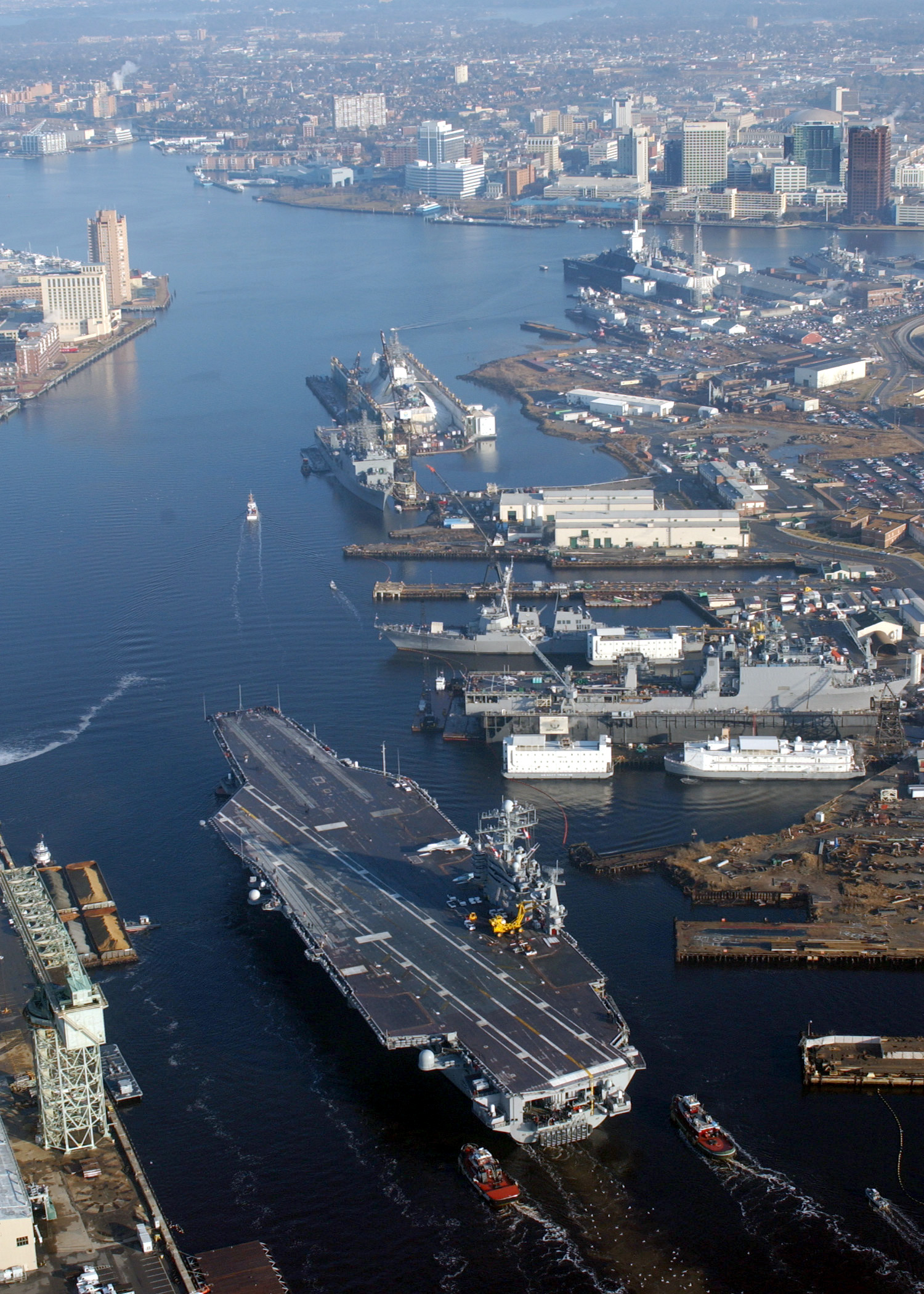
ハンプトン・ローズ地域

バージニア州は95の郡と38の独立市に分割されており、独立市が郡相当と見なされるようになってからは、郡も独立市も同じ方法で運営されている。このように独立市と郡を同等に扱うのはバージニア州のみであり、独立市はバージニア州以外では3都市があるのみである。バージニア州ではディロンの規則と呼ばれるものの下で、バージニア州議会が独立市と郡の立法した法を撤回させる権限をもっている。独立市以外に、独自の政府が運営する町もあるが、それぞれの郡に属している。さらに郡内には未編入の町も多数ある。「村」や「郡区」のような区分は無い。
バージニア州の独立市は以下のとおりである。
- アレクサンドリア
- ブリストル
- ブエナビスタ
- シャーロッツビル
- チェサピーク
- コロニアルハイツ
- コビントン
- ダンビル
- エンポリア

- フェアファックス
- フォールズチャーチ
- フランクリン
- フレデリックスバーグ
- ゲイラクス
- ハンプトン
- ハリソンバーグ
- ホープウェル
- レキシントン
- リンチバーグ

- マナサス
- マナサスパーク
- マーティンズビル
- ニューポートニューズ
- ノーフォーク
- ノートン
- ピーターズバーグ
- ポコソン
- ポーツマス
- リッチモンド

- ラドフォード
- ロアノーク
- セイラム
- スタントン
- サフォーク
- バージニアビーチ
- ウェインズボロ
- ウィリアムズバーグ
- ウィンチェスター

郡から独立していない、 町 として認められたいくつかの他の自治体は以下のとおりである。
- アコマック（英語版）
- アビンドン（英語版）
- アルタビスタ
- アッシュランド
- バセット（英語版）
- バーリービル
- ブラックスバーグ
- ブルーフィールド
- ブリッジウォーター
- シンコティーグ（英語版）

- クリスチャンズバーグ（英語版）
- クリフトン・フォージ（英語版）
- クリンチコ（英語版）
- クリントウッド
- コロニアルビーチ
- カルペパー
- ダンフリーズ（英語版）
- イーストビル
- ファームビル
- フロントローヤル

- グラスゴー
- グランディ（英語版）
- ヘイジ（英語版）
- ハーンドン
- レバノン
- リーズバーグ
- ルレイ（英語版）
- マリオン
- オッコクアン（英語版）
- オレンジ

- プラスキ（英語版）
- パーセルビル（英語版）
- リッチランズ
- ロッキーマウント
- スミスフィールド
- サウスボストン
- サウスヒル
- ストラスバーグ
- タパハノック（英語版）
- テイズウェル（英語版）

- ビエナ
- ビントン（英語版）
- ワチャップリーグ（英語版）
- ウォレントン（英語版）
- ウェストポイント
- ワイス（英語版）
- ウッドストック
- ワイスビル（英語版）

州内にはアメリカ合衆国大都市統計地域が11ある。その中で北バージニア、ハンプトン・ローズ、リッチモンド・ピーターズバーグ大都市圏の人口が多い。リッチモンド市は州都であり、市域人口こそ226,610人で州内4位にとどまるものの、都市圏人口は1,314,434人を数える。2020年時点でバージニアビーチ市（459,470人）が市域人口最大の都市であり、チェサピーク市（249,422人）とノーフォーク市（238,005人）が続いている。ノーフォーク市はハンプトン・ローズ地域の中核都市であり（バージニアビーチ・チェサピーク両市は人口こそ多いが、あくまでノーフォークの「郊外都市」である）、その都市圏は人口1,750,741人を抱え、世界最大の海軍基地であるノーフォーク海軍基地がある。市域にグレート・ディズマル湿地を含むサフォーク市が市域面積429.1平方マイル (1,111km2) と最大である。
フェアファックス郡は人口1,150,309人を抱え、州内最大であるが、これには郡庁所在地かつ独立市のフェアファックス市（人口24,146人）を含んでいない。フェアファックス郡にはタイソンズCDPに大きな企業と商業の集積があり、州内最大のオフィス街になっている。これに隣接するラウドン郡とリーズバーグ市は、2010年時点で州内でも人口成長速度が最も高く、世帯当たり収入の中央値も114,204米ドルと州内最多である。ワシントンD.C.からポトマック川を越えたところに位置するアーリントン郡は、都市化が進んだ郡ではあるが、郡内には法人化された自治体は市はおろか町さえも存在せず、統計上はアーリントン郡としての他、アーリントンCDPという国勢調査指定地域としても計上されている。陸地面積では国内最少の郡である。ロアノーク市都市圏は人口315,251人であり、州西部では最大の都市圏である（以上、特に断りの無い限り、人口の数値はすべて2020年国勢調査による）。

## 政治と法律

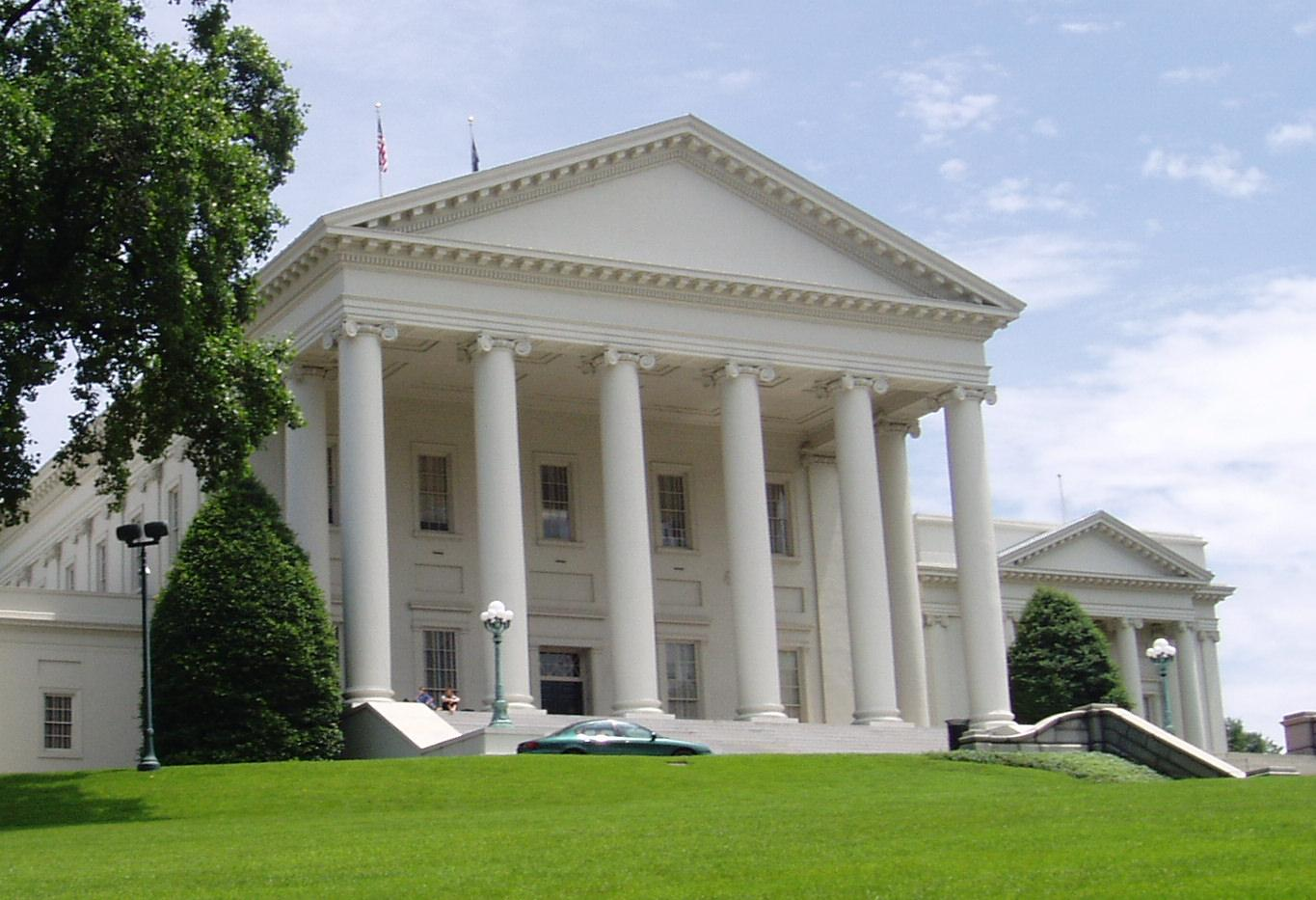
バージニア州会議事堂、トーマス・ジェファーソン設計、1785年にパトリック・ヘンリー州知事が使用開始、バージニア州議会を収める

バージニア植民地時代、自由人がハウス・オブ・バージェシーズとよぶ下院の議員を選んでいた。知事委員会と下院で植民地議会を構成していた。バージニア植民地議会は1619年に設立され、西半球では現在まで続く最古の議会となっている。ピュー研究所による格付けでは、その効率性、有効性およびインフラを評価して"A-"とされている。この格付けは他の2州と共に国内最高であり、バージニア州としては2回目だった。
1971年からは7代目のバージニア憲法の下に州政府が機能しており、強い議会と統一された司法体系が規定されている。連邦政府の体系と同様、州政府は三権が分立している。立法府、行政府、および司法府である。行政府は議員数100人の下院と、同40人の上院の両院制である。議会が判事と司法官を選ぶなど、行政府より強くなっている。州知事と副知事は4年毎にそれぞれの選挙で選出されている。現職知事は再選を求められないが、副知事と検事総長は再選を求められる。知事は連続した任期でなければ再出馬できる。司法体系も国内最古のものであり、最高裁判所と控訴裁判所から巡回裁判所、一般司法第一審裁判所、さらに下級の一般地区裁判所と少年家庭地区裁判所まで階層がある。
バージニア州法典は議会が定めた法の集成である。バージニア州警察が最大の警察組織である。バージニア州都警察は国内最古の警察署である。バージニア州軍は、7,500名の州陸軍、1,200名の州空軍で構成されている。1982年に死刑制度が復活して以来、107人が処刑されており、この数字は国内第2位である。犯罪率の合計は28％であり、国内平均よりは低い。1995年に囚人の保釈を止めてからは、再犯率は28.3%まで低下し、国内最低のレベルにある。

### 政治
20世紀を通じて、バージニア州は田園部の政治的に保守的な南部州から、都会化され多元的で政治では中道な環境に変わってきた。1970年代まではバード機構が支配する人種分離された一党支配の州だった。州内にあった奴隷制度の遺産により、1960年代半ばに公民権法が成立するまで、実質的にアフリカ系アメリカ人の選挙権を剥奪していた。選挙権の付与と、ヒスパニック系など移民の増加により、少数民族の投票動向が重要性を増してきた。一方で「白人労働者階級」と申告する有権者の割合は2008年から2012年の間に3%減少した Regional differences play a large part in Virginia politics.。田園の残る州南部と西部は、その「南部戦略」への対応で共和党支持に動いており、北バージニアの大半など都心部と成長する郊外部は民主党の地盤を形成している。民主党の支持は、南西部の労働組合の強い地域、シャーロッツビルやブラックスバーグのような学園都市、南東部のブラックベルト地帯でも続いている。

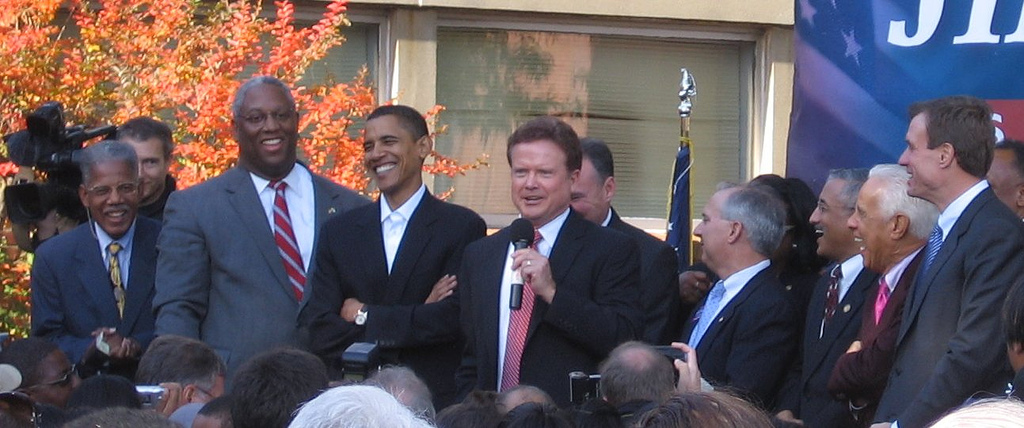
リッチモンドの集会で演説するジム・ウェッブ、後方は元知事のマーク・ウォーナー、ティム・ケイン、ダグラス・ワイルダー、バラク・オバマ大統領、他

バージニア州の政党の強さも流動的である。2007年に行われた州議会選挙で、民主党は上院の支配を取り戻し、下院でも多数派共和党との差を8議席まで縮めた。2009年の選挙では、共和党のボブ・マクドネルが17ポイント差で州知事に当選し、副知事と検事総長も当選した他、下院では6議席を増やした。2011年の選挙では、共和党が下院の3分の2以上の議席を確保し、上院はビル・ボーリング副知事をタイブレーカーとして多数派を取り戻した。州議会選挙の季節は伝統的にウェイクフィールドのシャド・プランキングで始まる。
連邦レベルの選挙では2006年から両党が競り合っている。共和党のアメリカ合衆国上院議員ジョージ・アレンは2006年の選挙で、民主党新人のジム・ウェッブに対して接戦を落とし、2012年の選挙では元州知事のティム・ケインがウェッブに雪辱した。2008年の上院議員選挙では、民主党が2議席共獲得し、元州知事のマーク・ウォーナーが引退する共和党のジョン・ウォーナーの代わりに選ばれた。バージニア州は大統領選挙人の数で13人であり、2008年と2012年の大統領選挙ではバラク・オバマが制したが、その前の10回の選挙は共和党候補者が制していた。2010年の中間選挙では共和党がアメリカ合衆国下院の3議席を民主党から奪った。バージニア州選出の下院議員は11人であり、このうち8人が共和党、3人が民主党となった。今後の大統領選挙でも接戦州となることが見込まれている。

## 経済

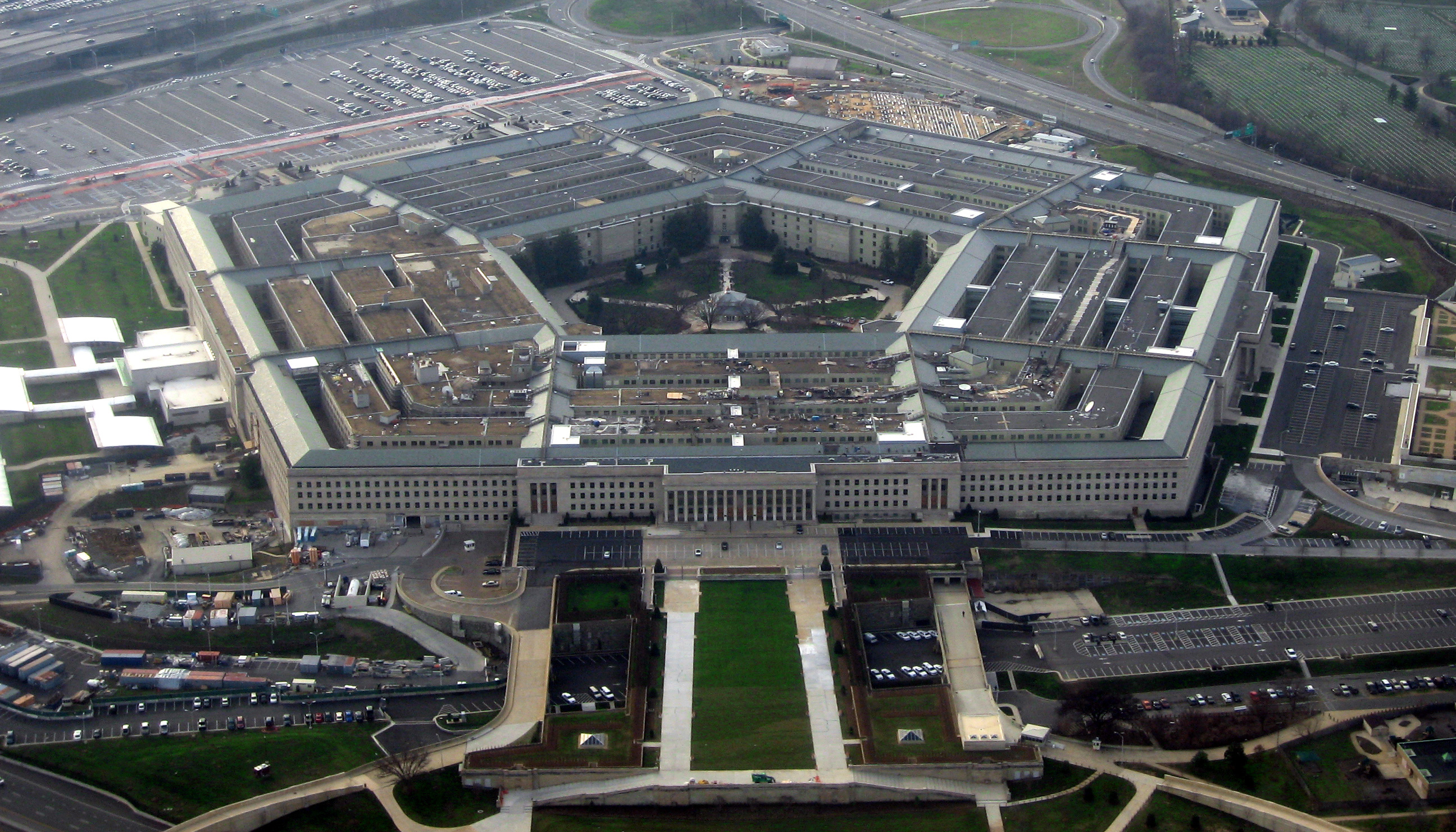
アメリカ合衆国国防総省、アーリントンのペンタゴンにあり、世界最大の事務所ビルである

バージニア州は退職・解雇自由の州であるが、その経済は地方と連邦の政府、軍隊、農業と企業など多様な収入源を持っている。民間労働者は410万人おり、その3分の1はサービス業である。失業率は2013年3月時点で5.3%と、国内最低レベルである。2011年時点でリーズバーグは就職機会成長率が国内第2位の町である。2010年アメリカ合衆国商務省経済分析局の報告によると、バージニア州の州生産高は4,240億米ドルだった。2007年の収入中央値では国内100の裕福な郡の上位にある。2011年時点で、北バージニア都市圏が州内でも収入の高い地域であり、国内で20の収入の高い郡の6郡を占め、さらにそのうちの3郡は最高レベルにある。CNNの雑誌「マネー」に拠れば、2011年時点で国内の最も収入の高い町は、バージニア州のグレートフォールズである。
バージニア州は技術労働者の集中度では50州の中で最大であり、その数ではカリフォルニア州、テキサス州、ニューヨーク州に次いで第4位である。2006年にはコンピュータチップの輸出額が州内最大となり、それまで多かった石炭とタバコの輸出額を組み合わせたものを超えた。北バージニアはかつて酪製品の産地と考えられたが、現在は特にダレス技術回廊でソフトウェア、通信技術、防衛産業に変わっている。北バージニアのデータセンターは、国内インターネット通信の50%以上を扱っており、ドミニオン・パワーは2012年までに北バージニアで消費される電力の10%がデータセンターによると推測している。

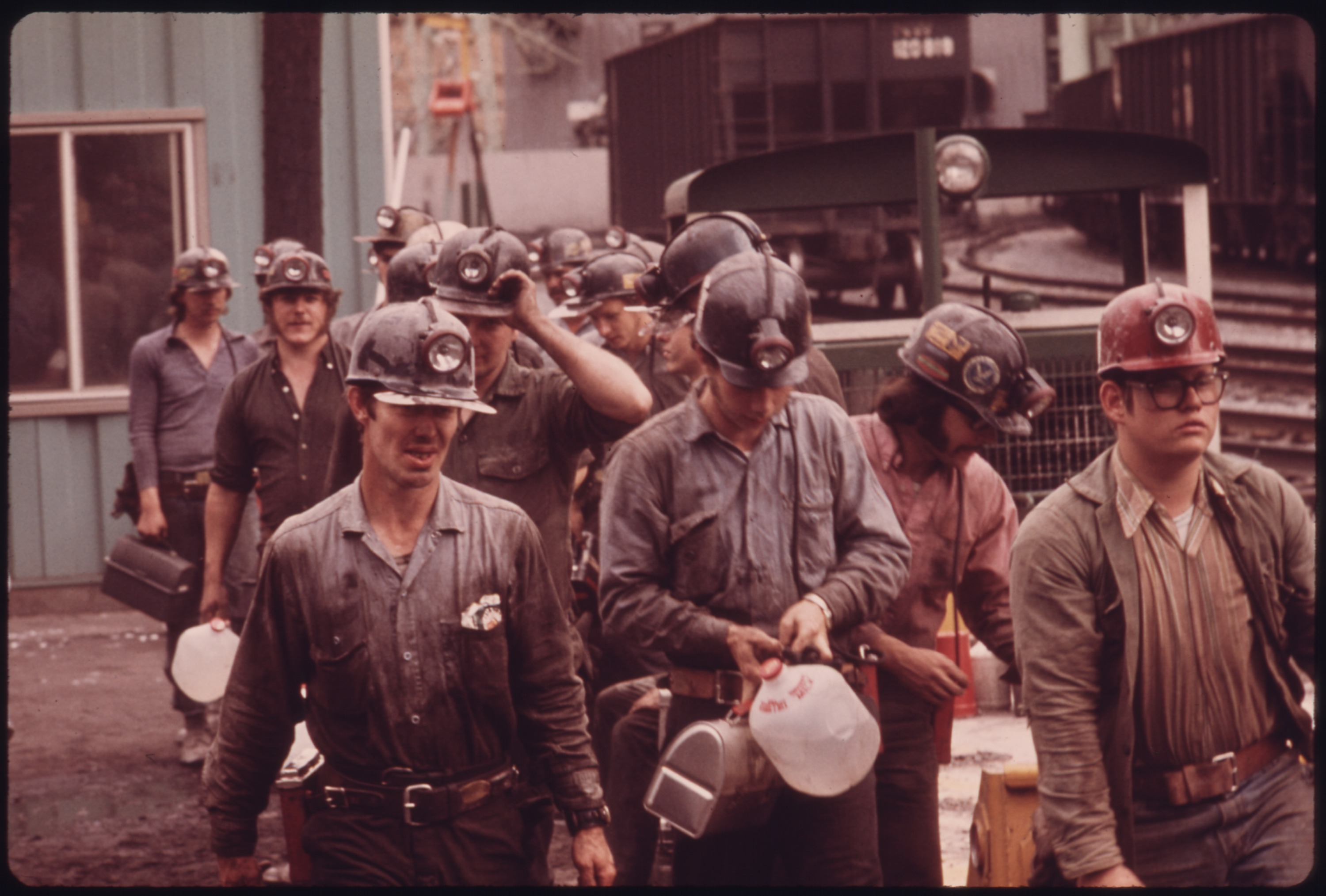
バージニア・ポカホンタス石炭会社炭坑で働く坑夫、1974年。
石炭は当州伝統産業の1つ。主だった動きとして、1920年来のマッセイ・エナジーが2011年にアルファ・ナチュラル・リソースに買収された。

バージニア州の会社が2011年前半で受けたベンチャーキャピタルの総額は、カリフォルニア州、マサチューセッツ州、ニューヨーク州に次いで第4位だった。2009年の雑誌「フォーブス」で、バージニア州を事業のための最良の州に4年連続で挙げた。一方CNBCは2007年、2009年、2011年に事業のための最良の州にバージニア州を挙げた。フォーチュン500にはバージニア州の会社が20社入っており、その数は50州の中で第8位である。
バージニア州は一人当たり防衛費の消費額が50州の中で最大であり、約90万人の職を提供し、国内で使われる防衛費の10％がバージニア州で使われている。州内には80万人の退役兵がおり、国内最大であり、また国防総省の雇員の数ではカリフォルニア州に次いで第2位である。北バージニアでは多くの州民が連邦政府の機関で働いており、その中には中央情報局や国防総省、アメリカ国立科学財団、アメリカ地質調査所、米国特許商標庁が含まれている。他にも防衛関係や安全保障関係で政府との契約がある会社で働いている者が多く、その契約数は15,000以上になっている。ハンプトン・ローズ地域には世界でも最大級に軍事基地と施設が集積されている。その中でも最大のものはノーフォーク海軍基地である。

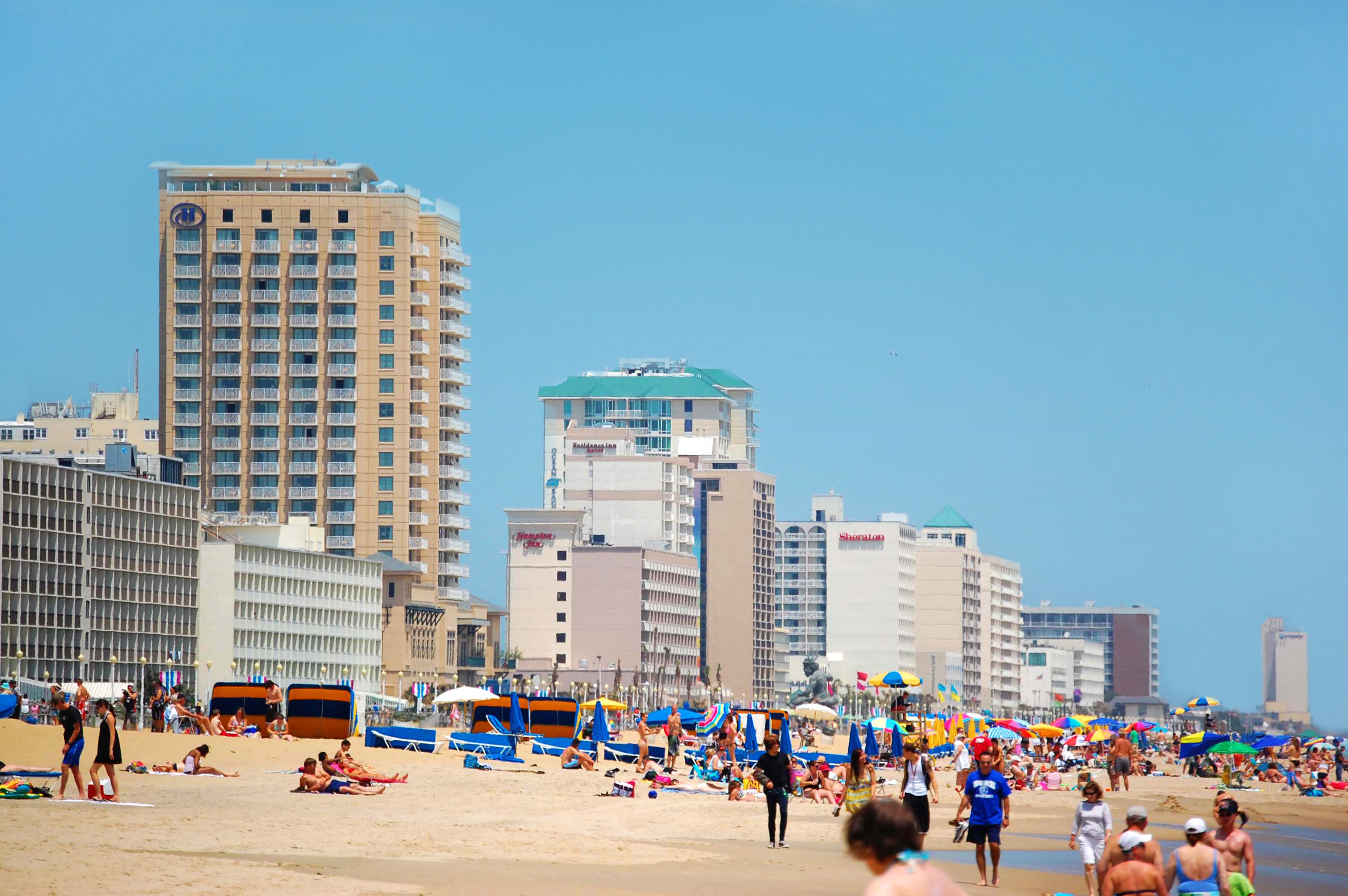
バージニアビーチ市の経済では海洋観光が重要な業種になっている

バージニア州の土地の32%を農地が占めている。2012年時点で約357,000人が農業に従事しており、47,000以上ある農園の平均面積は171エーカー (0.27 平方マイル; 0.69 km2), 、農地総面積は810万エーカー (12,656 平方マイル; 32,780 km2) となっている。1960年にはこの2倍の農園があり、それ以来かなり減退してきたものの、それでも州内では最大の単一産業である。2006年に換金作物としての王座をトマトが大豆と入れ替わった。他にもピーナッツや干し草の生産高が高い。タバコは現在では主要作物ではないが、それでも国内第5位の生産高である。チェサピーク湾の経済ではイースタンオイスターが重要な部分を占めているが、病気、水質汚染、過剰採取の影響で個体数が減少し、収穫量が減っている。ノーザンネックとブルーリッジ山脈沿いのブドウ園とワイン醸造が収入を生み、観光客を呼び寄せ始めた。
バージニア州の所得税は3.0%から5.75%までの累進課税方式を採用している。消費税と使用税は4%だが、食品には1.5%である。これに地方課税分1%が足され、消費税は5%、食品は2.5%となる。資産税は地方政府のレベルで設定、徴収され、その率は州内で様々である。不動産は市場価値の100%に対して、地方レベルで課税されている。無形個人資産も地方レベルで課税され、原コストに対する比率で決められている。

### 主な会社など
バージニア州に本拠地のある企業には以下のようなものがある。
- 連邦住宅貸付抵当公社（フレディマック）
- ジェネラル・ダイナミクス
- キャピタル・ワン・フィナンシャル (Capital One Financial) （クレジットカード会社）
- サーキット・シティ (Circuit City Stores) （家電量販店）
- スミスフィールド・フーズ (Smithfield Foods) （食品会社：ハムなど）
- ジェンワース・ファイナンシャル (Genworth Financial) （保険会社）
- フィリップモリス

## 文化

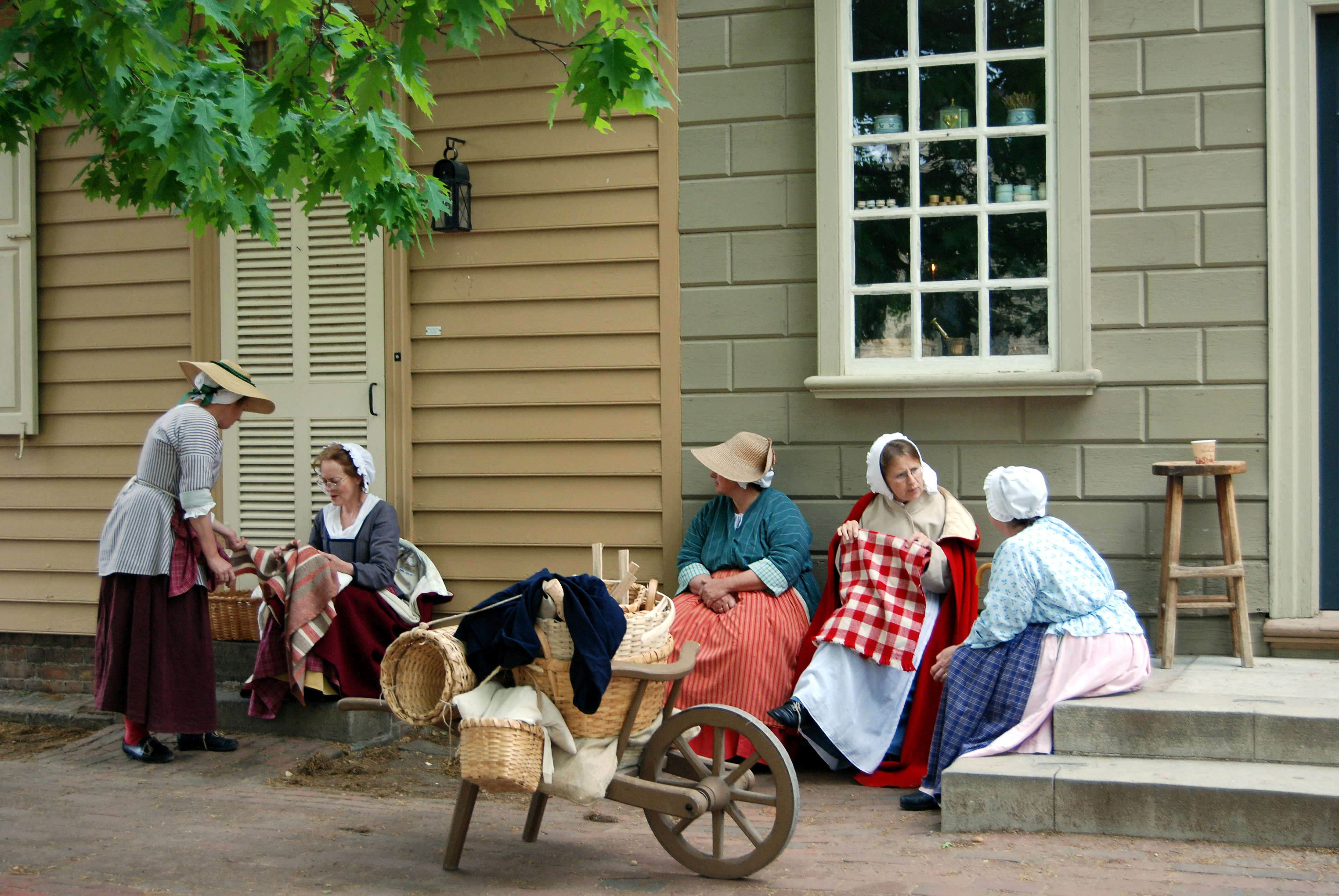
バージニア植民地の文化、言語、スタイルの再現、ウィリアムズバーグ

バージニア州の文化はジョージ・ワシントン、トーマス・ジェファーソン、ロバート・E・リーなどの人物によって、アメリカと南部に普遍化され広まった。彼等の家屋はアメリカと南部の誕生地を代表している。現代のバージニア州文化には多くの根源があり、アメリカ南部文化の一部になっている。スミソニアン博物館はバージニア州を9つの文化地域に分類している。ピードモント台地は、南部アメリカ英語方言に与えた強い影響力で有名である。都会ではより均質化されたアメリカ英語もあるが、海岸部アクセント、オールドバージニア・アクセント、タンジール島のアナクロ的エリザベス朝英語など様々なアクセントが使われている。
料理の分野でも一般的な南部料理とは別に特別な伝統を維持している。州内の多くの場所でバージニア・ワインが作られている。時には「バージニア・ハム」と呼ばれるスミスフィールド・ハムは州法で保護される1種のカントリー・ハムであり、スミスフィールドの町でのみ作られている。バージニア家具と建築は、アメリカ・コロニアル建築に特徴的なものである。トーマス・ジェファーソンなど初期の指導者は新古典様式を好み、重要な州の建物にそれを用いさせた。州の一部ではペンシルベニア・ダッチとそのスタイルを見ることができる。
バージニア州の文学は、州の広範で時には問題のあった過去を扱うことが多い。ピューリッツァー賞を受賞した作家エレン・グラスゴーは社会的な不平等と、文化における女性の役割を題材にしている。グラスゴーの同輩であり親友でもあるジェイムズ・ブランチ・キャベルは、レコンストラクション時代に変化を続けた紳士階級の立場について書き、『Jurgen, A Comedy of Justice』ではその道徳律に挑戦した。ウィリアム・スタイロンは『ナット・ターナーの告白』や『ソフィーの選択』などの作品で歴史にアプローチした。トム・ウルフはベストセラー小説『I Am Charlotte Simmons』などで南部の文化遺産を扱うことがあった。マウントバーノン生まれのマット・ボンデュラントは、禁酒法時代のフランクリン郡で密造酒業者についての歴史小説『The Wettest County in the World』で称賛を受けた。バージニア州は州の桂冠詩人を指定しており、ハリファックス郡のケリー・チェリーが2012年半ばまで務めていた。

### 芸術と芸能

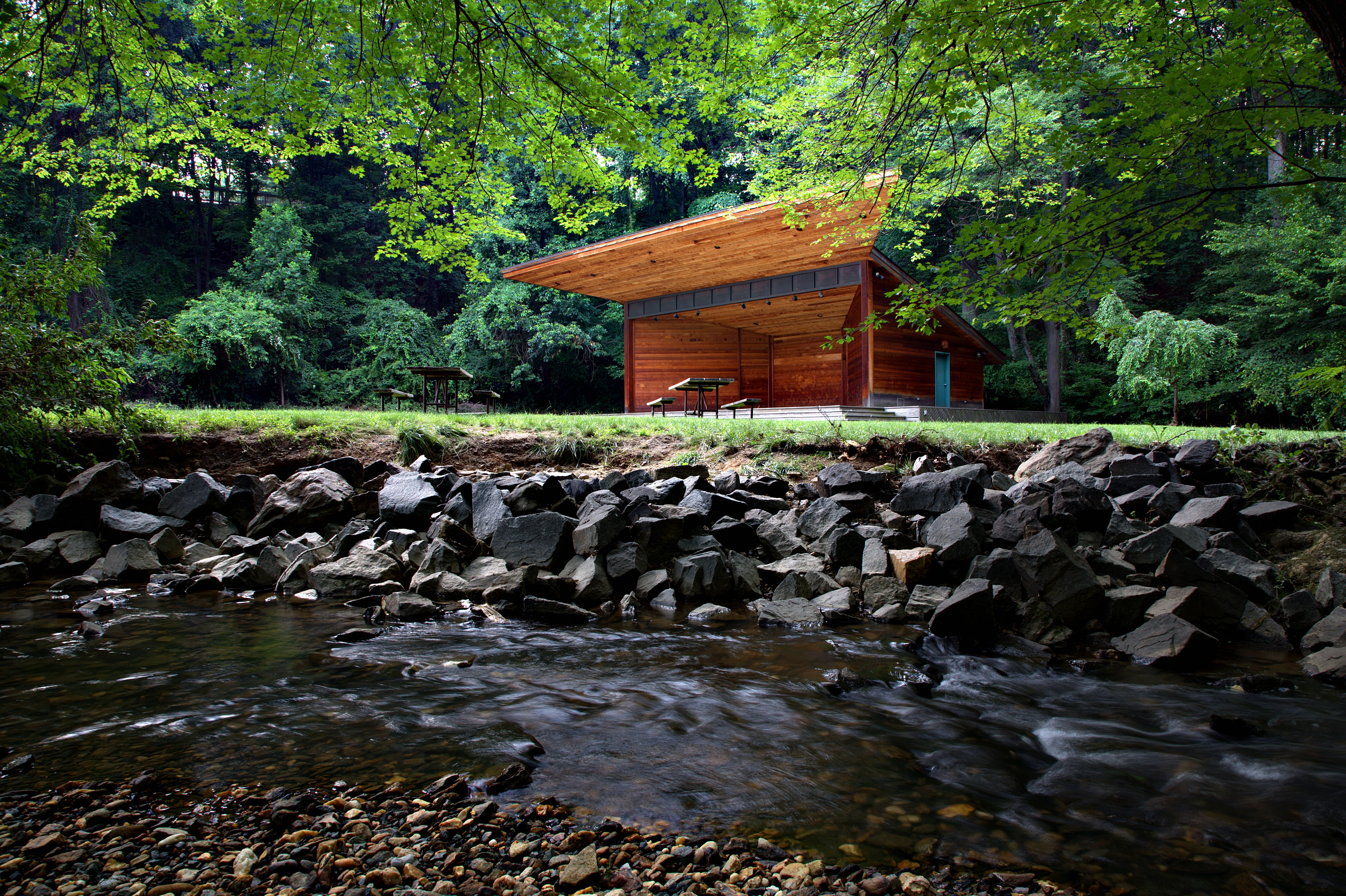
メドウ・パビリオン、ウルフ・トラップ芸能国立公園にある劇場の1つ

バージニア州は文化的な遺産に豊富であるが、芸術に大衆が使う金額では国内最下位に近く、全国平均の半分ほどである。州政府はバージニア美術館やバージニア科学博物館などいくつかの施設に資金をだしてはいる。その他の博物館として国立航空宇宙博物館のスティーブン・F・ユドバー・ヘイジー・センターやクライスラー美術館がある。これら以外にもコロニアル・ウィリアムズバーグ、フロンティア文化博物館、さらに歴史的な戦場跡など屋外の博物館相当のものも多い。バージニア人間性のための基金は州の市民的、文化的、知的生活を改善するために務めている。
劇場や公演会場は都市や郊外部にある。ウルフ・トラップ芸能国立公園はビエナにあり、芸能を演じることを目的とした唯一の国立公園である。ノーフォーク市のハリソン・オペラハウスはバージニア歌劇団の本拠地である。バージニア交響楽団はハンプトン・ローズ地域で公演している。
住民や巡回の劇団がスタントンのアメリカン・シェイクスピア・センターで公演している。州の劇場に指定されたアビンドンのバーター劇場は1948年に初めて地域劇場トニー賞を受賞し、アーリントンのシグナチャー劇場も2009年に受賞した。バージニア子供劇場もあり、シアターIVは国内で2番目に大きな巡回劇団である。バージニア州からは、伝統的な音楽分野で賞を得たような音楽家、国際的に成功したポピュラーミュージックアーティスト、さらにはハリウッドのスターなどを多く輩出している。著名な公演会場としては、ザ・バーチミア、ランドマーク劇場、ジフィ・リューブ・ライフがある。
バージニア州は1997年から2015年初頭までの17年間、ニュージャージー州と共に州歌を制定していない数少ない州であった。初代の州歌は1940年制定の"Carry Me Back to Old Virginny"（懐かしきバージニア）であったが、同曲は歌詞に人種差別的な内容を含むと言う批判を受けて1997年に廃止され"Official Song Emeritus"（名誉州歌）となった。後継の州歌には「シェナンドー」などの楽曲が候補に挙げられていたが、2015年に「シェナンドー」の旋律を転用して新規に歌詞を付けた"Our Great Virginia"（我らの素晴らしきバージニア）を2代目の州歌、また"Sweet Virginia Breeze"（バージニアのそよ風）を州愛唱歌として制定する議案が州議会の承認と知事の署名を経て3月27日に発効し、17年に及ぶ州歌の「空白」状態が解消された。

### 催事

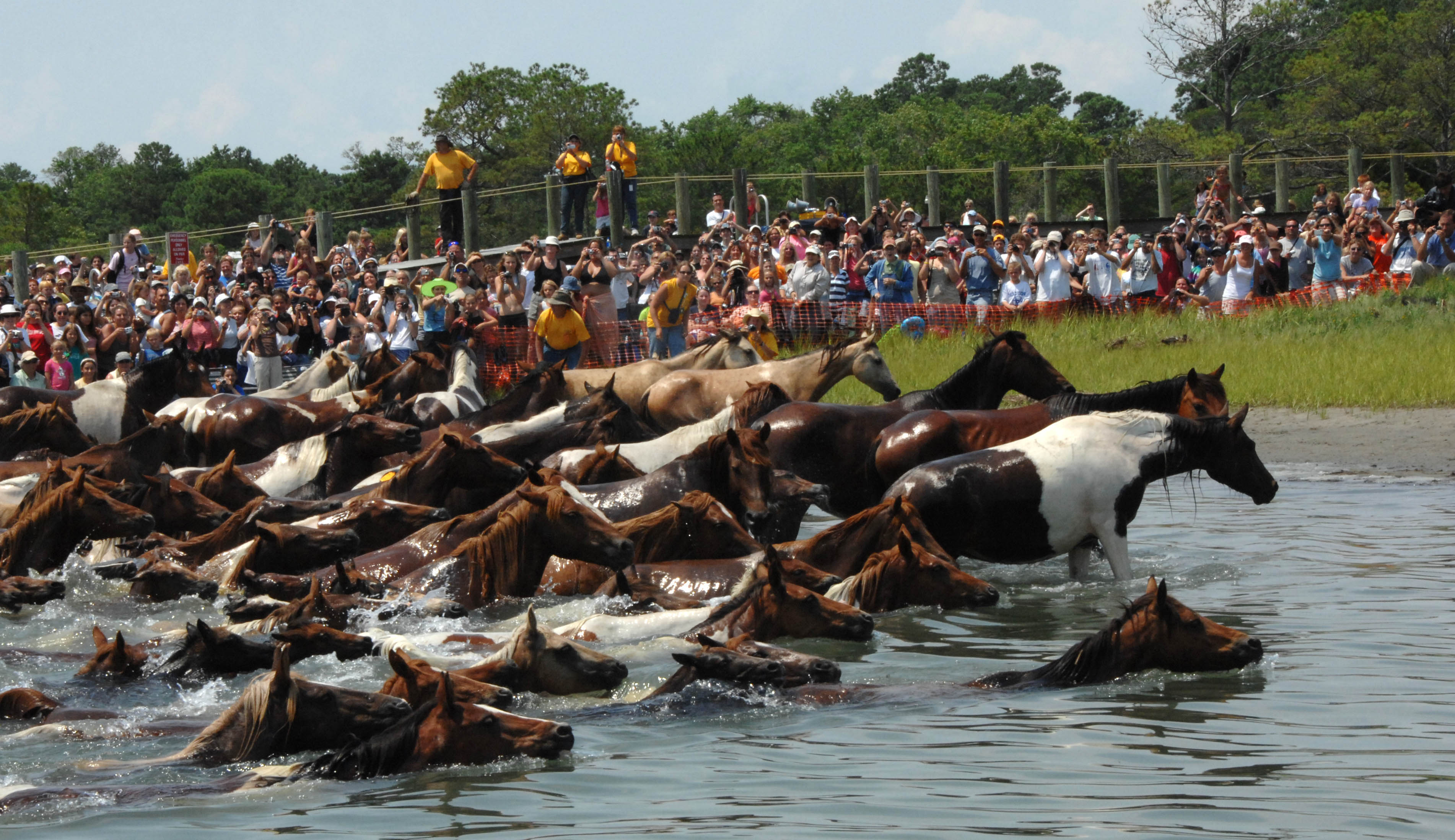
毎年開催されるチンコティーグ・ポニー・スウィム、200頭以上の野生ポニーをアサティーグ水路に追い込み、チンコティーグに上げる

多くの郡が郡祭を開催している。バージニア州祭は毎年9月にメドウ・イベントパークで開催されている。やはり9月にはバージニアビーチでネプチューン祭が開催され、町、水際、地域アーティストを祝している。6月に開催されるノーフォーク市の港祭ではボートレースやエアショーがある。フェアファックス郡もポピュラーミュージックと伝統音楽を演奏するセレブレイト・フェアファックス!を開催している。バージニア湖祭はクラークスビルで7月の第3週週末に開かれている。ウルフ・トラップ芸能国立公園にはウルフ・トラップ歌劇団があり、毎夏にオペラフェスティバルを開催している。毎年9月のベイデイではチェサピーク湾とハンプトンの1610年以来400年の歴史を祝い、アイルオブワイト郡も9月第2週に郡祭を開いている。どちらも音楽のライブなど特徴ある出し物が出ている。
チンコティーグのイースタンショア島では、毎年7月末に野生チンコティーグ・ポニーのポニー・スウィムと競売があり、この特徴ある催しは1週間続く祝祭に発展してきた。ウィンチェスターで毎年6日間開催されるシェナンドーリンゴの花祭では、パレードやブルーグラスのコンサートがある。ガラックスで1935年に始まったオールドタイム・バイオリン奏者のコンベンションは、世界的にもこの種のイベントとして最古かつ最大である。バージニア映画祭とVCUフランス映画祭という2つの重要な映画祭が、それぞれシャーロッツビルトリッチモンドで開催されている。
ネココンはハンプトンで毎年11月に開催されるアニメコンベンションである。

## メディア

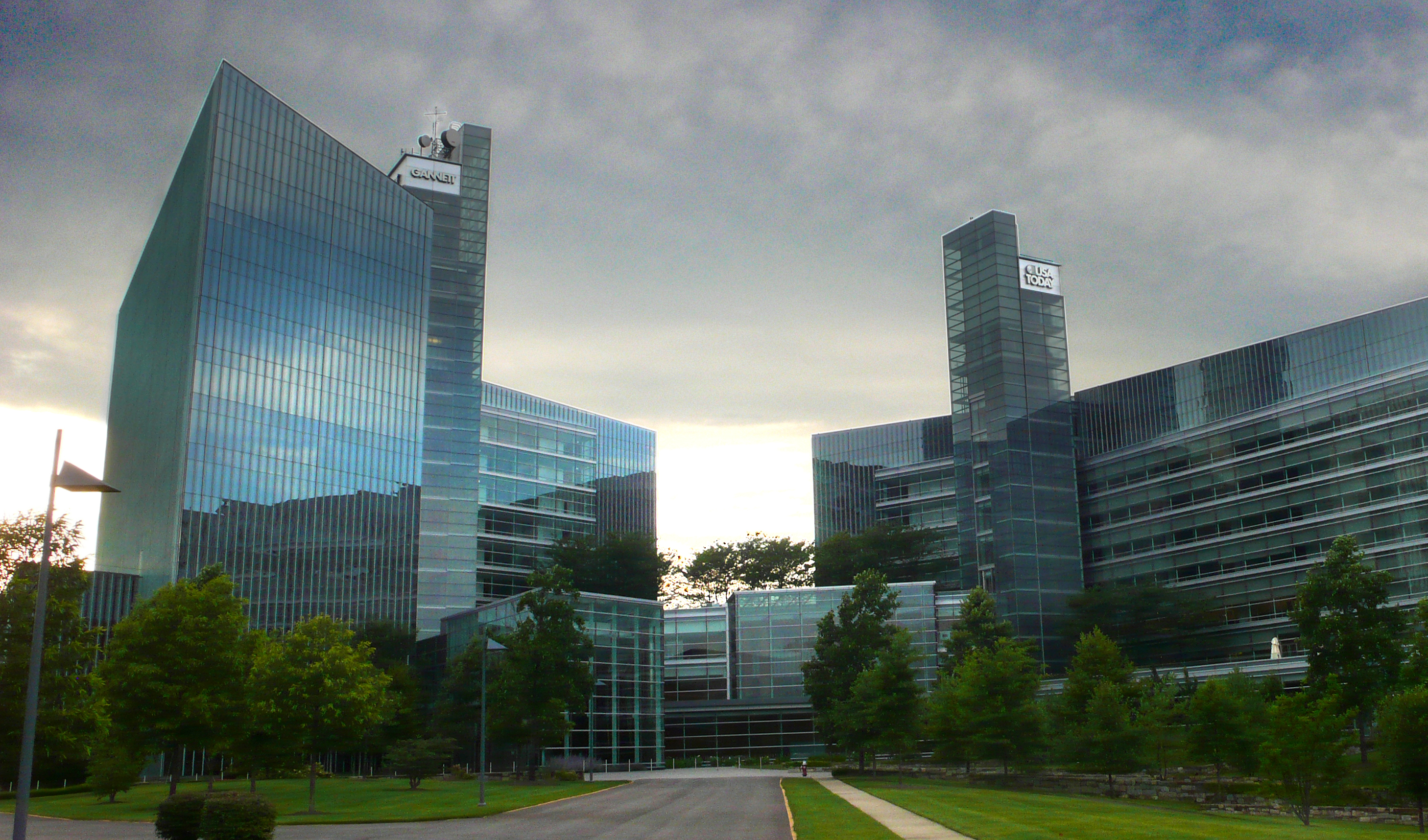
USAトゥデイ、国内でも発行部数の多い新聞であり、本社はマクリーンにある

2010年時点で、ニールセン・メディア・リサーチに拠れば、ハンプトン・ローズ地域が国内第43位、リッチモンド・ピーターズバーグ地域が第57位、ロアノーク・リンチバーグ地域が第66位のメディア市場である。北バージニア地域は、さらに大きなワシントンD.C.メディア市場に入っている。
州内には36のテレビ放送局があり、全国ネットの放送を受けている。また州内で視聴できるのは42局ある。免許を受けているFMラジオ局は720以上、AMラジオ局は約300ある。全国に流されている公共放送サービスの本社がアーリントン市にある。公共放送サービスの系列局が州全体にあり、アーリントンにある系列のWETA-TVが「PBSニュースアワー」や「ワシントン・ウィーク」などの番組を制作している。
2010年時点、州内で発行部数の多い新聞は、ノーフォーク市の「バージニアン・パイロット」（156,968部）、「リッチモンド・タイムズ・ディスパッチ」（118,489部）、「ザ・ロアノーク・タイムズ」（75,740部）、「ニューポート・ニューズ」、「デイリー・プレス」（63,366部）などである。「ワシントン・イグザミナー」や「ポリティコ」などワシントンD.C.で配付される新聞数紙の発行元は北バージニアにある。183万部と国内最大の発行部数を誇るUSAトゥデイは、マクリーンに本社がある。伝統的な形式のメディアに加えて、ボクサントやXOコミュニケーションズなど通信会社も州内にある。ワシントンD.C.大都市圏に入る北バージニアでは、「ワシントン・ポスト」が良く読まれている。

## 教育

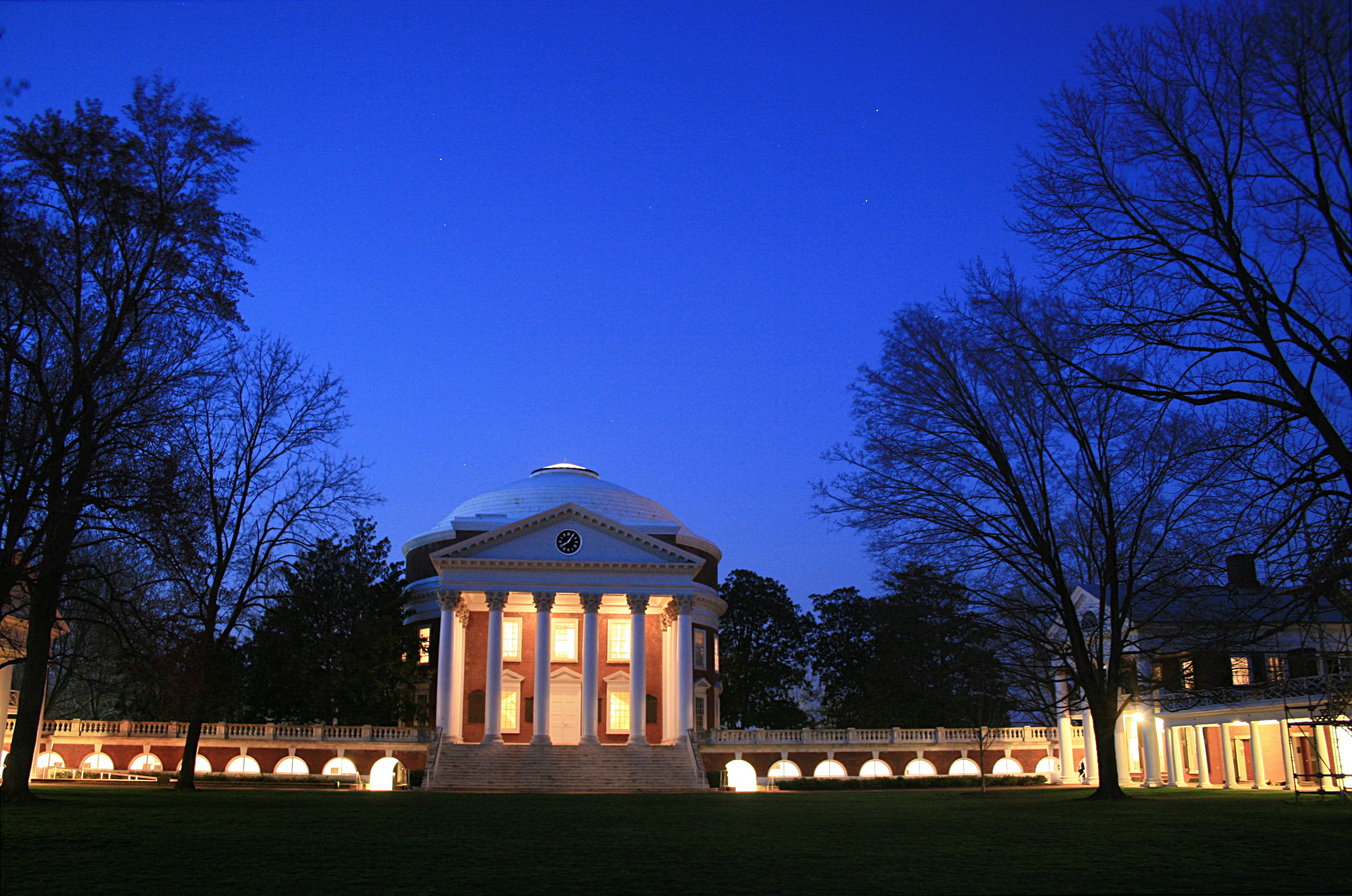
世界遺産のバージニア大学、トーマス・ジェファーソン大統領が設立した

アメリカ合衆国教育省の全国教育進行度評価において、バージニアの生徒は全ての教科の達成度で平均以上を残しており、バージニア州の教育体系は常に国内50州の中で上位10傑に入っている。エデュケーション・ウィークの「クオリティ・カウンツ」2011年報告書では、幼稚園から12年生までの教育で、バージニア州を第4位に位置づけていた。学校の区分は全てバージニア州教育省が定めた教育標準に沿っている必要があり、教育省は成績責任を確保するための「学習の標準」と呼ばれる評価認定制度を維持している。2010年、州内高校生の85％が4年間の通常課程修了後に卒業した。2000年から2008年の間に学校の入学者数は5%増加し、教師の数は21%増加した。
幼稚園から12年生までの公立学校は通常、郡や市によって運営され、州は関わらない。2011年4月時点で、1,267,063人の児童生徒が、132の教育学区1,873の学校に通学しており、この中には3つのチャーター・スクールが含まれ、他に109のオールターナティブスクールなど特殊学校がある。一般の公立学校とは別に、知事の学校と選択的マグネット・スクールがある。知事の学校は40以上の地域高校と夏季プログラムの集積であり、才能ある生徒の教育を目指している。バージニア州私学教育委員会が州内にある認定320校、非認定120校の私立学校を監督している。さらに24,682人の児童生徒が家庭学習を受けている。

### 大学・短期大学
2011年時点、州内に176のカレッジと大学がある。USニューズ&ワールド・レポートの公立大学ランキングでは、バージニア大学が第2位、ウィリアム・アンド・メアリー大学が第6位となっている。バージニア・コモンウェルス大学は芸術分野の公立大学で第1位、ジェームズ・マディソン大学は1993年以来南部の公立修士課程で第1位と認識されてきた。バージニア士官学校は国内最古の州立士官学校であり、公立教養系カレッジとしてトップランクにある。ジョージ・メイソン大学は学生数32,000人と州内最大である。バージニア工科大学とバージニア州立大学は州のランドグラント大学である。またバージニア州は40のキャンパスで23の公立コミュニティ・カレッジを運営しており、その学生数は26万人を超えている。私立大学は129校あり、ワシントン・アンド・リー大学、ランドルフ・カレッジ、ハンプデン・シドニー・カレッジ、エモリー・アンド・ヘンリー・カレッジ、ロアノーク・カレッジ、リッチモンド大学、ランドルフ・メイコン・カレッジなどが著名である。
- w:Appalachian School of Law
- w:Averett University
- w:Bluefield College
- ブリッジウォーター大学
- w:Christendom College
- クリストファー・ニューポート大学
- College of Health Sciences
- w:College of William and Mary
- w:Eastern Mennonite University
- Eastern Virginia Medical School
- ECPI College of Technology
- Edward Via Virginia College of Osteopathic Medicine
- w:Emory and Henry College
- w:Ferrum College
- ジョージ・メイソン大学
- w:George Washington University Virginia Science and Technology Campus
- w:Hampden-Sydney College
- w:Hampton University
- w:Heritage College & Heritage Institute
- w:Hollins University
- Institute of Textile Technology
- ジェームズ・マディソン大学
- リバティ大学
- w:Longwood University
- w:Lynchburg College
- Marine Corps University
- w:Mary Baldwin College
- w:Marymount University
- w:Mountain Empire Community College
- New River Valley Community College

- w:Norfolk State University
- w:Northern Virginia Community College
- w:Old Dominion University
- ラドフォード大学
- w:Randolph-Macon College
- w:Randolph-Macon Woman's College
- w:Regent University
- w:Roanoke College
- Saint Paul's College
- シェナンドー大学
- 南バージニア大学
- w:Southwest Virginia Community College
- w:Sweet Briar College
- Thomas Nelson Community College
- w:Tidewater Community College
- University of Appalachia College of Pharmacy
- w:University of Mary Washington
- リッチモンド大学
- バージニア大学
- w:University of Virginia's College at Wise
- w:Virginia Commonwealth University
- w:Virginia Highlands Community College
- w:Virginia Intermont College
- w:Virginia-Maryland Regional College of Veterinary Medicine
- w:Virginia Military Institute
- バージニア工科大学
- バージニア州立大学（英語版）
- w:Virginia Union University
- w:Virginia Wesleyan College
- Washington Bible College and Capital Bible Seminary, Northern Virginia Extension
- ワシントン・アンド・リー大学
- ストレイヤー大学

## 健康・医療

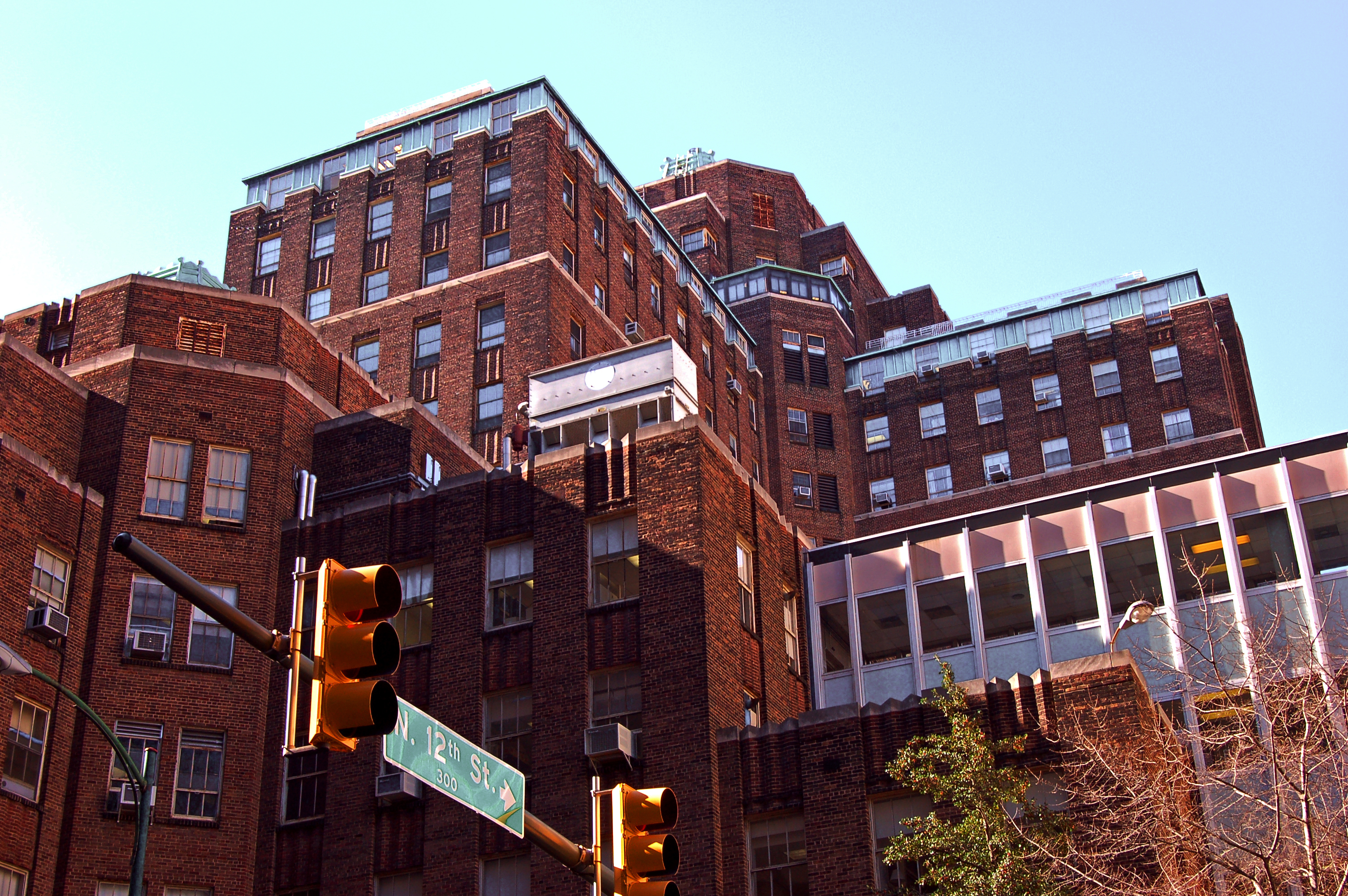
リッチモンドのバージニア・コモンウェルス大学医療センターにある A・D・ウィリアムズ・クリニックと西病院

バージニア州には混合された健康記録があり、2011年アメリカ合衆国健康財団の健康度ランキングでは第20位となっている。また、早世率10万人中7,100人では第21位でもある。2008年、幼児死亡率1,000人中6.7人では最も低い率になった。しかし、人種や社会によって格差があり、2010年にアフリカ系アメリカ人は白人より28％早世率が高く、州民の13%は医療保険に加入していなかった。アメリカ疾病予防管理センターの2009年調査に拠れば、州民の26%が肥満であり、さらに35%は過体重だった。州民の78%は過去3か月間に少なくとも1回は運動していた。10歳から17歳人口の約30%は過体重か肥満である。州内では1020年1月にバーやレストランでの喫煙を禁じた。州民の19%が喫煙している。バージニア州第8選挙区住民は平均余命が83歳以上と国内最長である。
アメリカ合衆国保健社会福祉省が登録している病院は89ある。ワシントン大都市圏では最大のイノバ・フェアファックス病院、バージニア・コモンウェルス病院医療キャンパスにあるVCU医療センターなどが著名である。バージニア大学健康システムに属するバージニア大学医療センターは、USニューズ&ワールド・レポートから内分泌学分野で高い評価を受けている。ハンプトン・ローズ地域が地盤のサンタラ健康システムに属するサンタラ・ノーフォーク総合病院と、教育機関である東バージニア医学校が体外受精出産に初めて成功した。かかりつけ医者の配備率では人口1万人あたり127人と国内第17位になっている。2008年にアメリカ健康信託が出した、病原菌検出とワクチンおよび医療用品配付などの評価指標を元に、災害準備度に関する報告では、他の4州と共に満点になった。

### 交通
主要記事：Transportation in Virginia
- 主要な州間高速道路

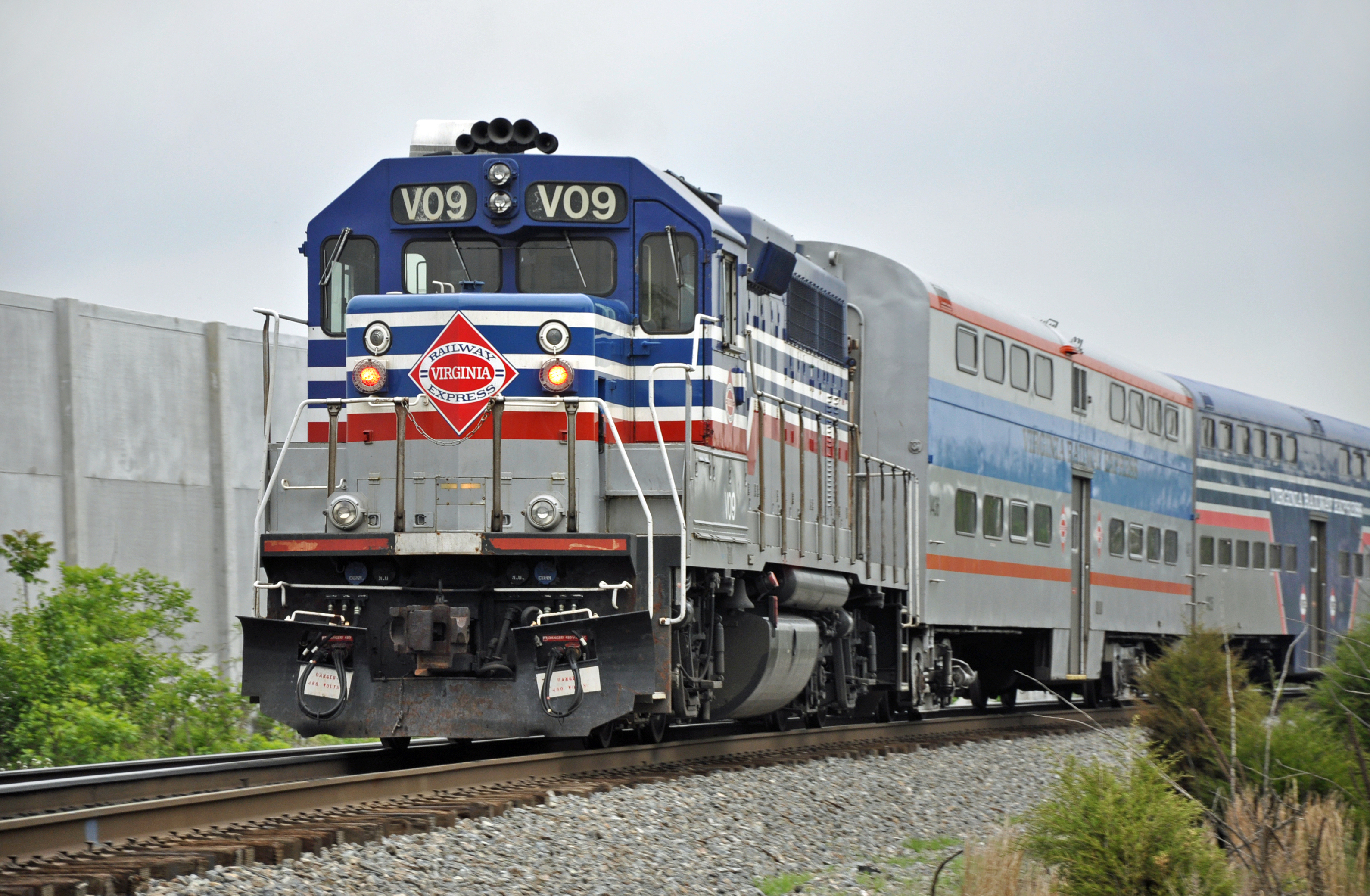
北バージニアの通勤線を走るバージニア急行鉄道の列車

  - 東西方向：I-64、I-66、I-74（計画中）
  - 南北方向：I-73（計画中）、I-77、I-81、I-85、I-95
- 主要な空港
  - ワシントン・ダレス国際空港
  - ロナルド・レーガン・ワシントン・ナショナル空港
  - リッチモンド国際空港
  - ノーフォーク国際空港
- 主要な鉄道
  - アムトラック（オートトレイン（Auto Train）など）
  - ワシントンメトロ（ブルーライン、イエローライン）
  - バージニア急行鉄道

バージニア州は1932年にバード道路法を制定し、州政府が州内道路の大半をコントロールすることになっており、他州が郡レベルで管理しているのとは異なっている。2011年時点で、バージニア州交通省は総延長70,105 (112,823 km) マイルの道路のうち57,867マイル (93,128 km) を所有し運営している。これにより国内でも第3位の州高規格道路体系ができている 。
北バージニアを含むワシントン大都市圏は国内でも2番目に交通事情が悪く、バージニア州の交通渋滞度と平均通勤時間26.9分は、悪い方から21番目である。
州内をアムトラックの旅客列車が走り、またバージニア急行鉄道はフレデリックスバーグとマナサスからワシントンD.C.に向かう通勤線2本を運行している。バージニア急行鉄道は1日2万人近くを運んでおり、国内でも成長度の高い通勤線である。ワシントンメトロの高速輸送システムは、北バージニアのフェアファックス郡で州間高速道路66号線に沿った町まで伸びており、その延伸計画では2013年までにタイソンズ・コーナー、2017年までにラウドン郡まで伸びる予定である。貨物鉄道はノーフォーク・サザン鉄道とCSXトランスポーテーションが運行している。通勤用バスとしては、フェアファックス・コネクターとシェナンドー・バレー通勤バスがある。バージニア交通省が無料フェリーの航路を幾つか運行しており、最も有名なのがサリー郡のジェームズ川を渡すジェームズタウン・スコットランド航路である。
州内では5つの主要空港を利用できる。ワシントン・ダレス国際空港は年間2,300万人の乗降客を扱い、ロナルド・レーガン・ワシントン・ナショナル空港と共にワシントン大都市圏と北バージニアで利用されている。ノーフォーク国際空港はハンプトン・ローズ地域で利用され、他にリッチモンド国際空港とニューポートニューズ・ウィリアムズバーグ国際空港がある。他にも幾つか限定的旅客便を扱う空港があり、また66の公共空港が航空需要に応じている。
バージニア港湾公社の主要港はハンプトン・ローズ地域にあり、2007年にはばら積み貨物17,726,251 ショートトン (16,080,984 t) を扱って国内第6位となっていた。東海岸にはNASAが所有するロケット試験場のワロップス飛行施設があり、また商業用宇宙港である中部大西洋地域宇宙基地がある。宇宙旅行は州内ビエナを本拠とするスペース・アドベンチャーズが提案している。

### スポーツチーム
アメリカンフットボール、バスケットボール、野球のアメリカ三大スポーツ、いずれにおいてもバージニア州にはプロスポーツチームの本拠地が存在しない。そのため、アメリカンフットボールではワシントン・コマンダースやボルチモア・レイブンズ、バスケットボールではワシントン・ウィザーズ、野球ではワシントン・ナショナルズやボルチモア・オリオールズを応援する人が多い。

#### 野球
- ノーフォーク・タイズ（ボルチモア・オリオールズ傘下AAA級）
- リッチモンド・フライングスクウォーレルズ（サンフランシスコ・ジャイアンツ傘下AA級）
- フレデリックスバーグ・ナショナルズ（英語版）（ワシントン・ナショナルズ傘下A級）
- リンチバーグ・ヒルキャッツ（クリーブランド・ガーディアンズ傘下A級）
- セイラム・レッドソックス（ボストン・レッドソックス傘下A級）

#### アイスホッケー
- ECHL
  - ノーフォーク・アドミラルズ（英語版）

#### サッカー
- USLチャンピオンシップ
  - ラウドン・ユナイテッドFC（英語版）
- USLリーグ1
  - リッチモンド・キッカーズ
- USLリーグ2
  - ライオンズ・ブリッジFC（英語版）
  - ノーザン・バージニアFC（英語版）
  - バージニアビーチ・ユナイテッドFC（英語版）
- USL W League（英語版）
  - マクリーン・サッカー（女子）
  - ノーザン・バージニアFC（女子）
  - バージニア・マローダーズFC（女子）

## その他

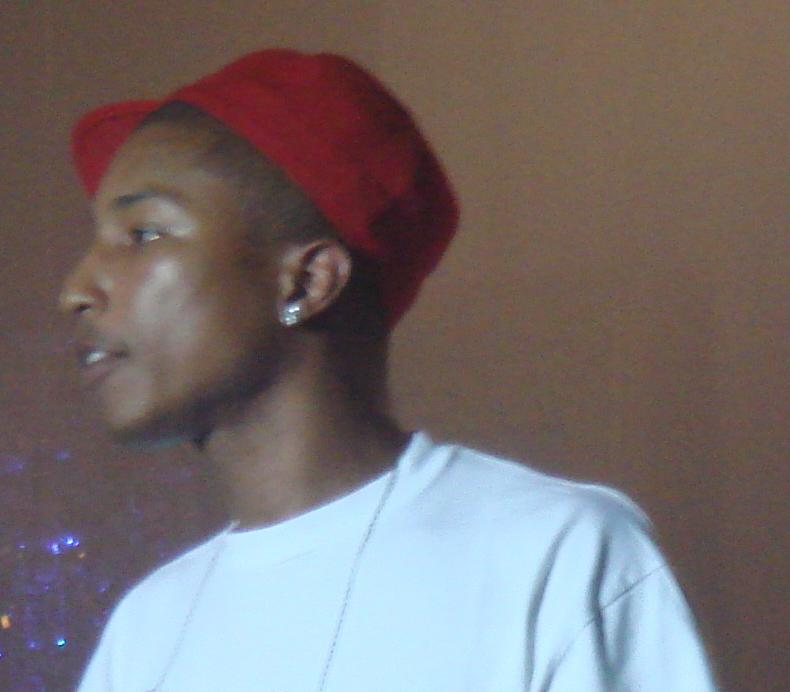
ファレル・ウィリアムス

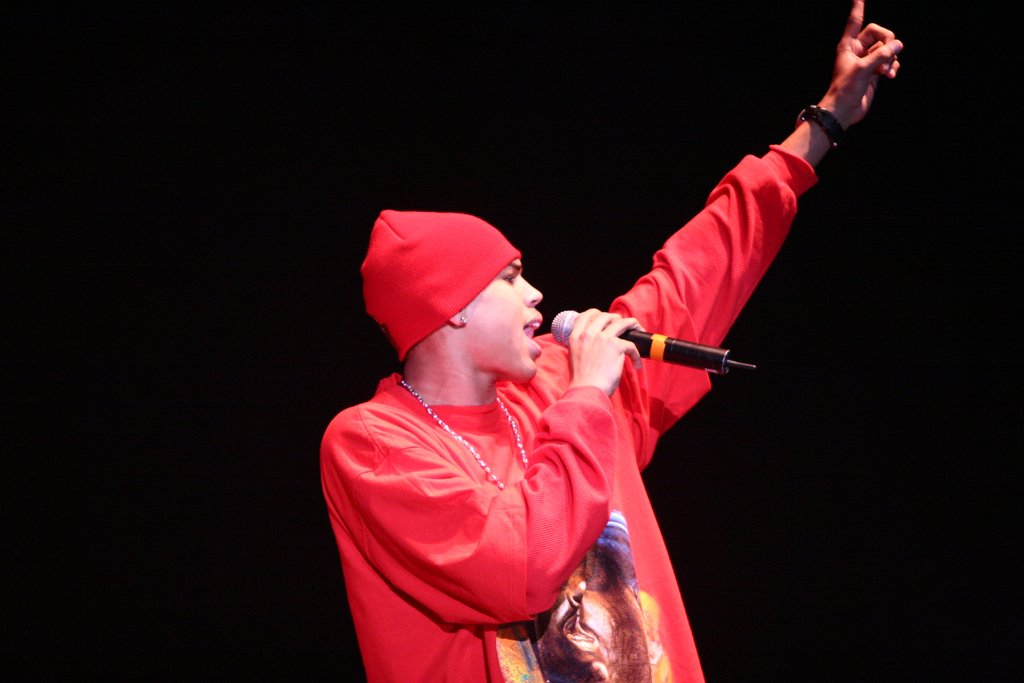
クリス・ブラウン

### バージニア州出身の有名人
- バージニア州出身の人物一覧を参照。

### 州の象徴など
- 州の鳥 - ショウジョウコウカンチョウ（カーディナル）
- 州の花 - ハナミズキ
- 州の木 - ハナミズキ
- 州の魚 - カワマス
- 州の蝶 - トラフアゲハ
- 州のモットー - Sic semper tyrannis（ラテン語、「専制者は常にこのように」の意）

### 日本の姉妹都市
- （日本） - （州内）、年
- （埼玉県さいたま市） - （リッチモンド市）
- （大阪府寝屋川市） - （ニューポートニューズ市）
- （福岡県北九州市） - （ノーフォーク市）
- （宮崎県宮崎市） - （バージニアビーチ市）

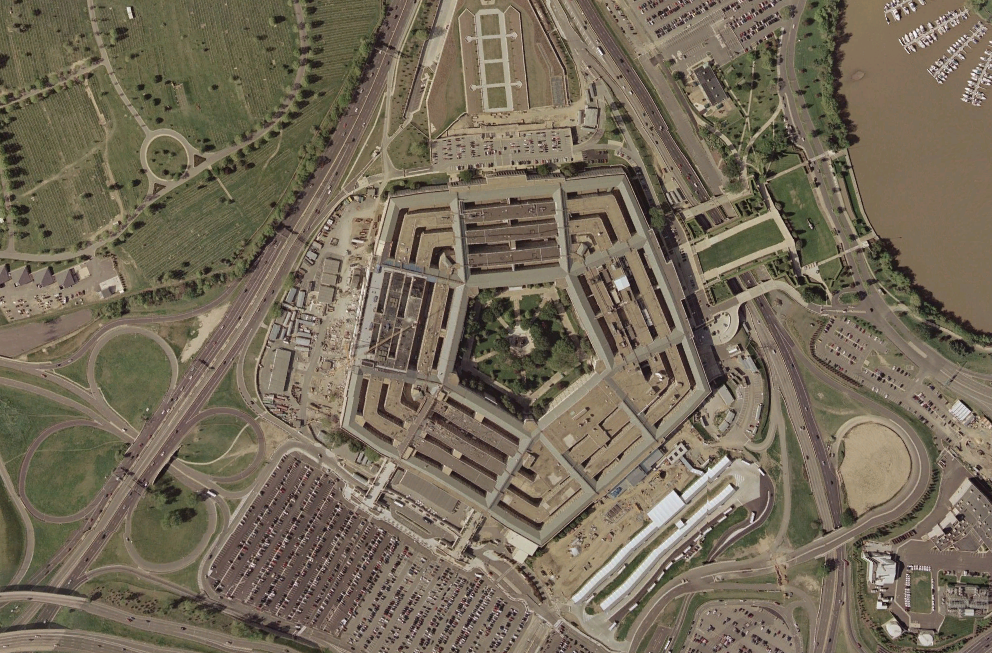
アーリントン郡にあるアメリカ国防総省
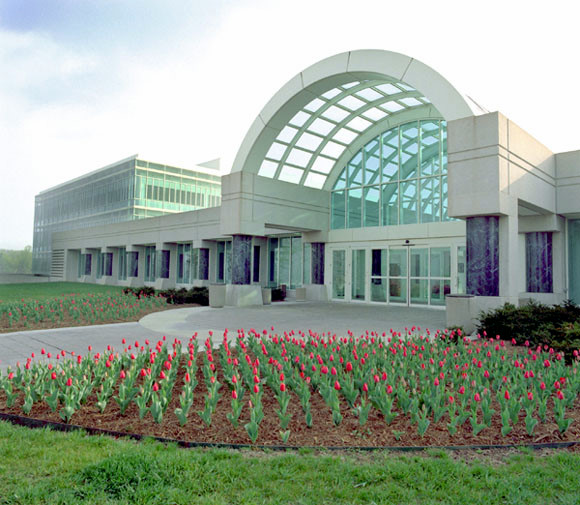
マクレーンにある中央情報局本庁
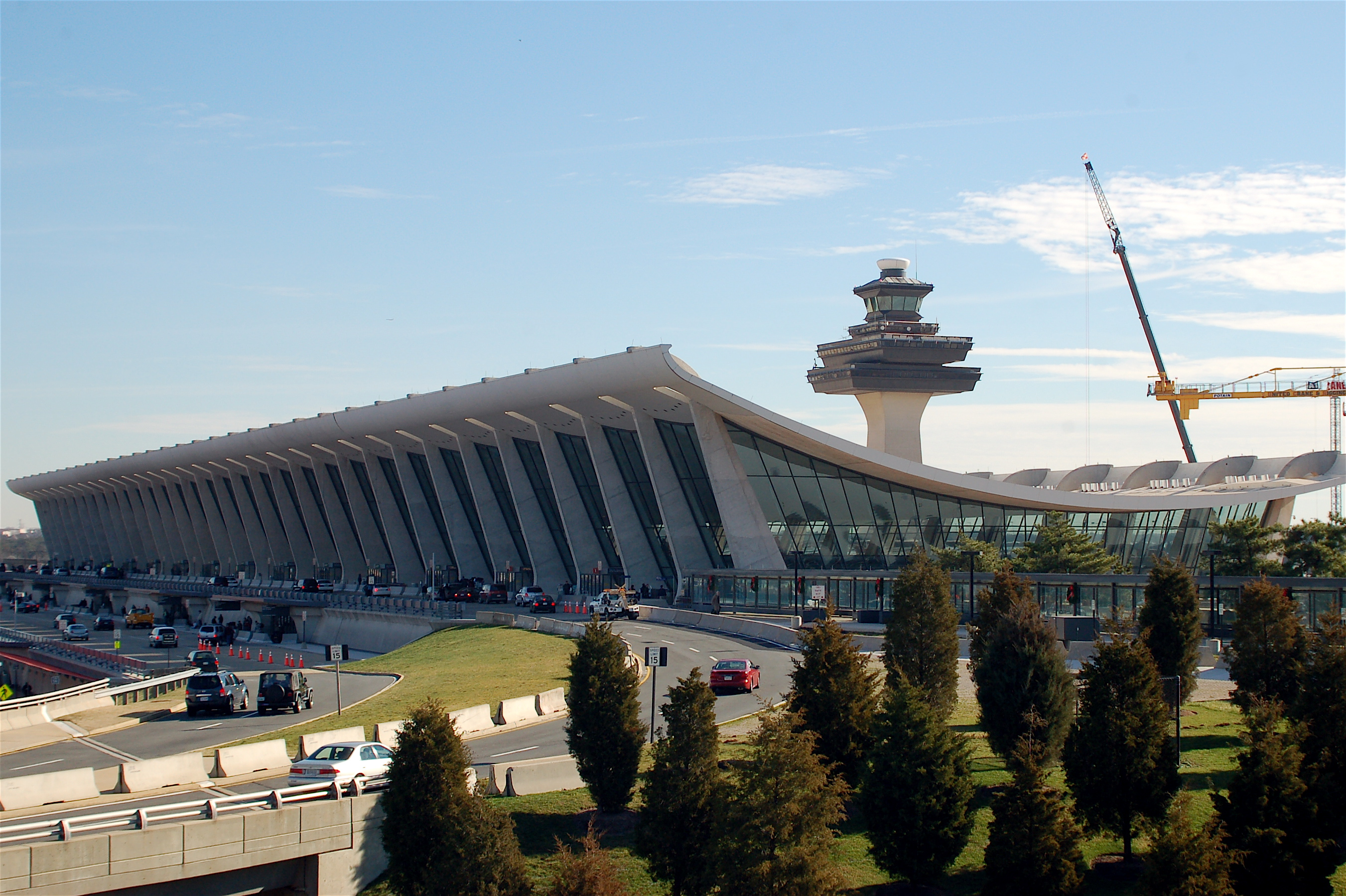
ワシントン・ダレス国際空港
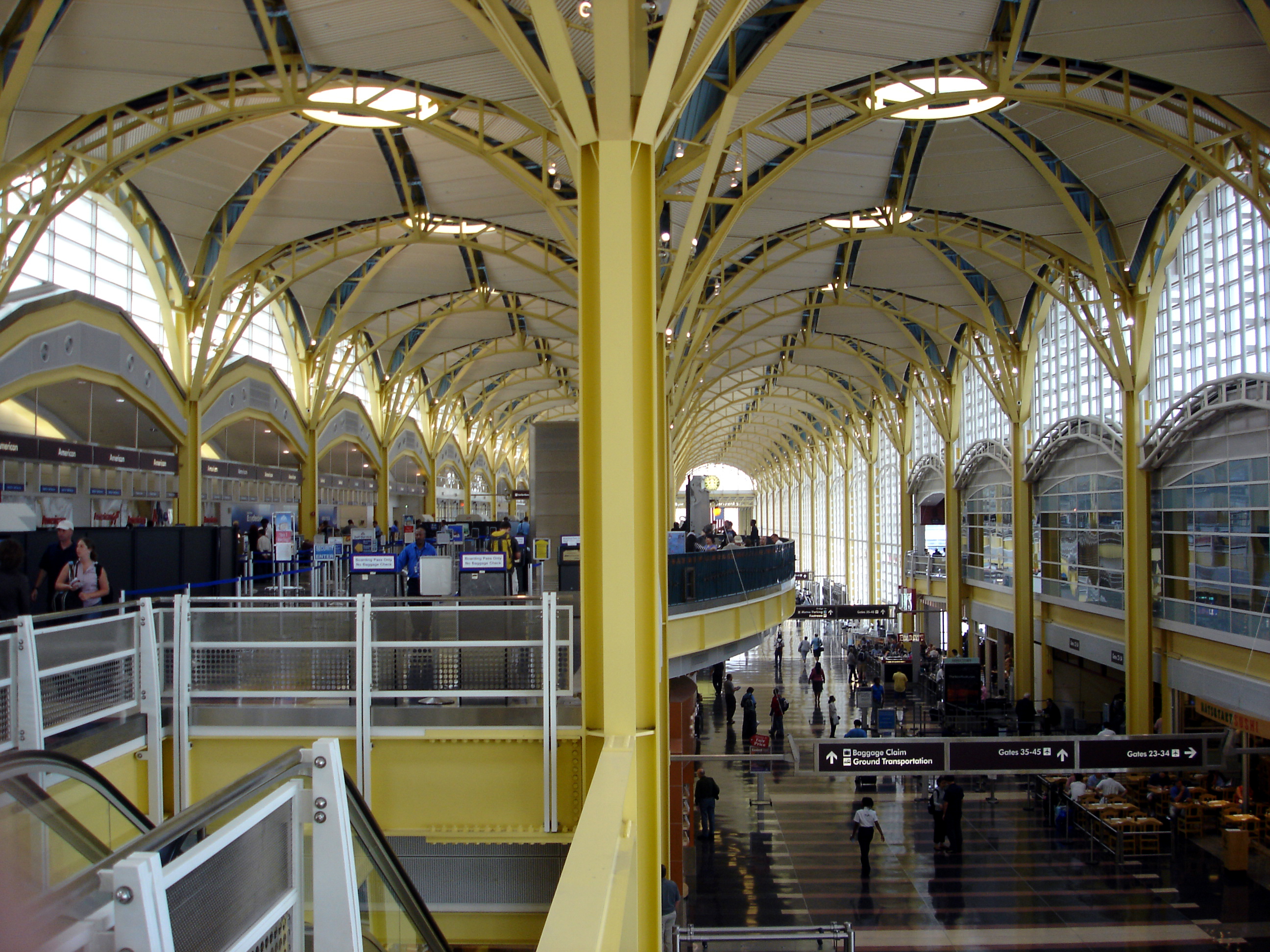
ロナルド・レーガン・ワシントン・ナショナル空港
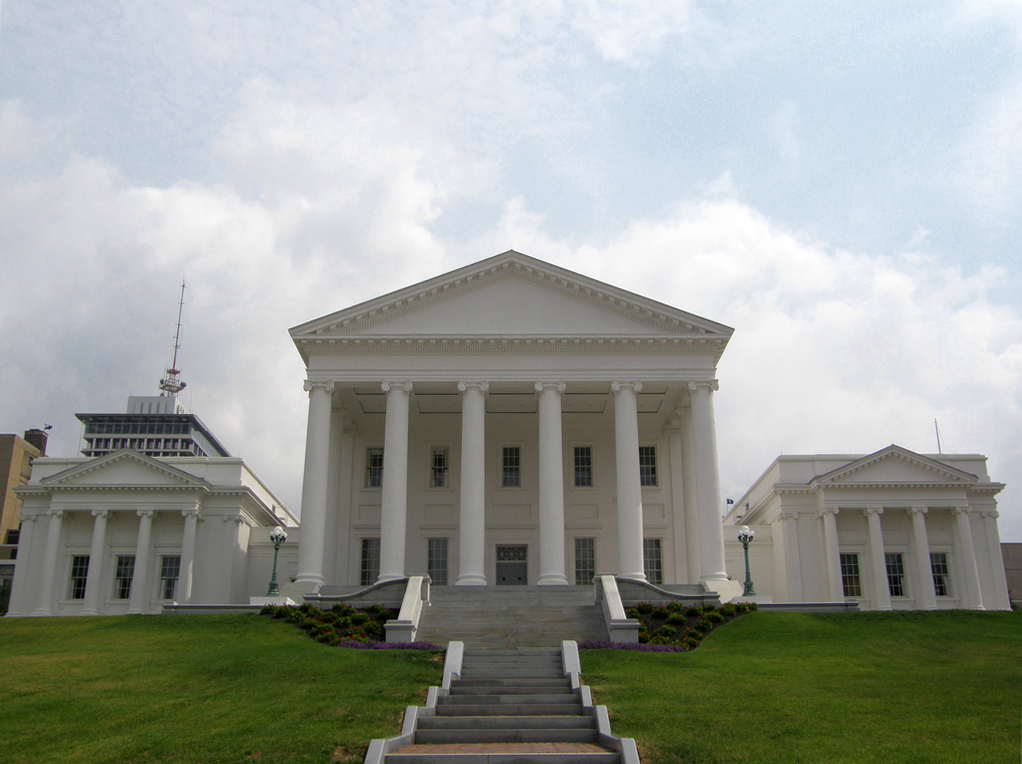
トーマス・ジェファーソンが設計したバージニア州会議事堂庁舎
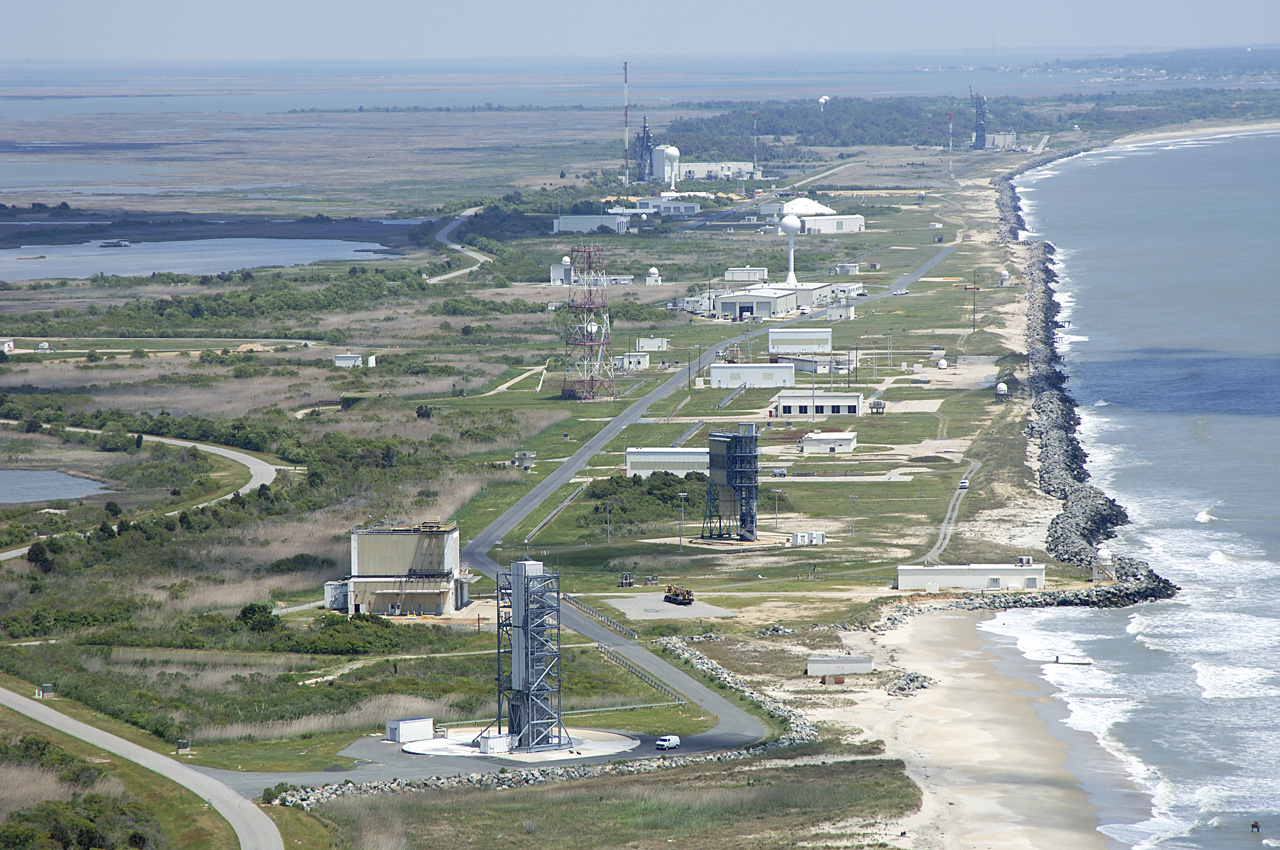
中部大西洋地域射場（MARS）とアメリカ航空宇宙局のワロップス飛行施設
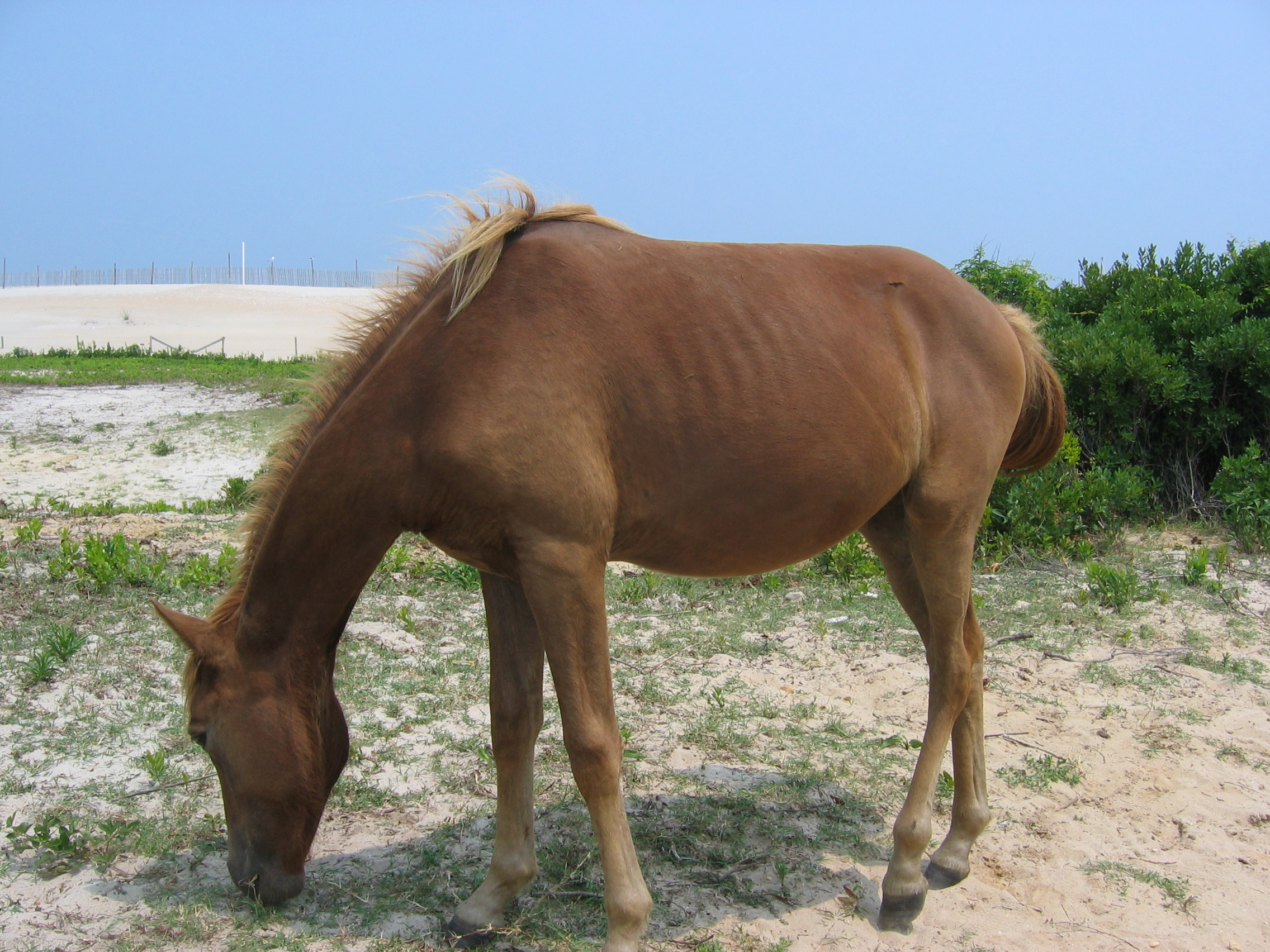
野生のポニーのシンコティーグ
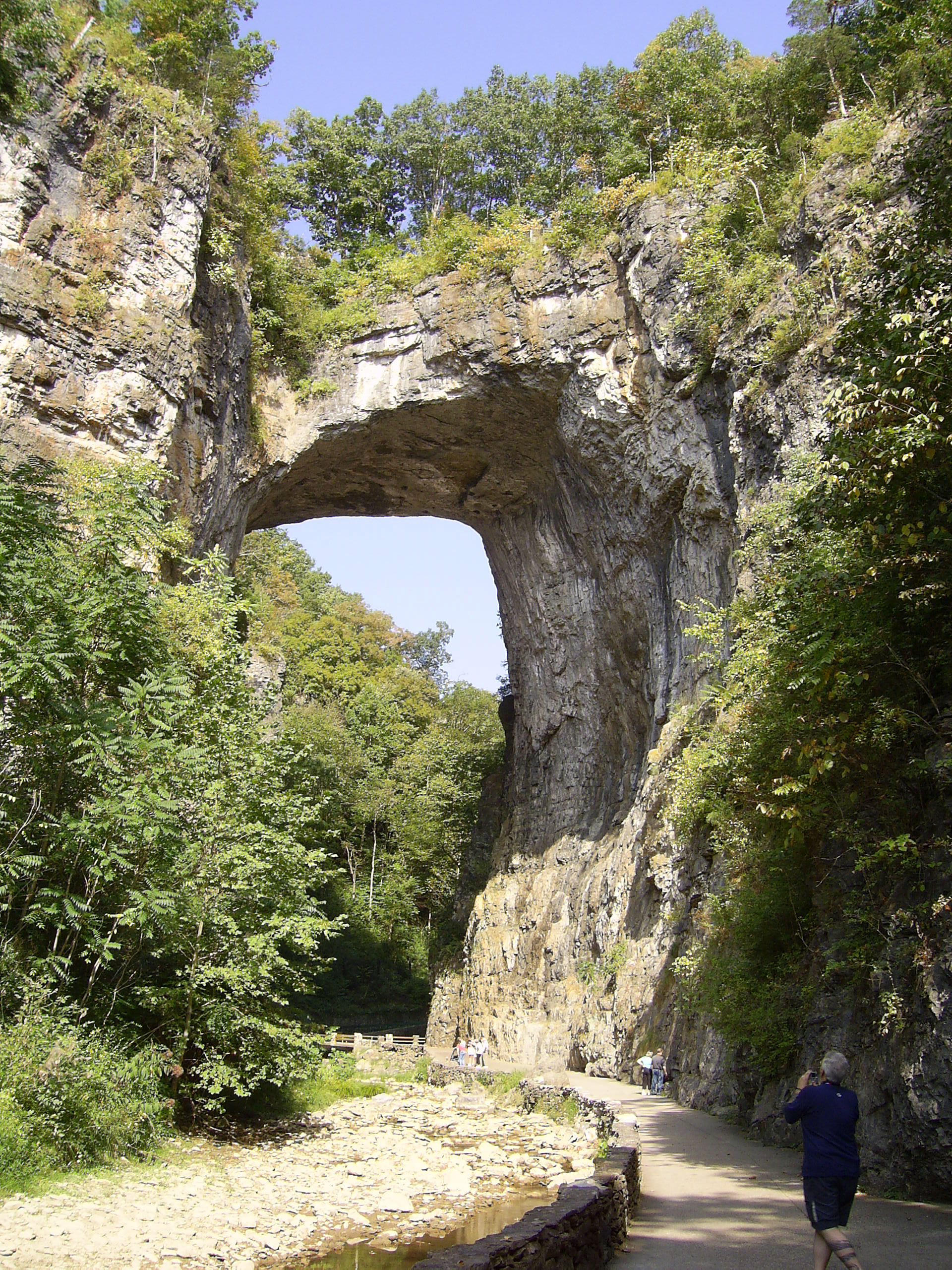
シェナンドー渓谷の天然橋